# 2013-as IIHF jégkorong-világbajnokság
A 2013-as IIHF jégkorong-világbajnokságot Svédország és Finnország közösen rendezte (akárcsak az előző világbajnokságot) május 3. és május 19. között. A világbajnokság mérkőzéseinek két helyszín adott otthont, a Hartwall Arena Helsinkiben, valamint az Ericsson Globe Stockholmban. A világbajnokságon 16 válogatott vett részt.
A tornát a svéd válogatott nyerte, miután a döntőben 5–1-re legyőzte Svájcot, ezzel megszerezték kilencedik világbajnoki címüket. 27 év után ez volt az első alkalom, hogy a rendező ország nyerte a világbajnokságot. A svájci válogatott második ezüstérmét szerezte meg, 1953 óta ez volt az első dobogós helyezésük. Az Egyesült Államok válogatottja hatodik alkalommal lett bronzérmes a jégkorong-világbajnokságok történetében.

## Pályázatok
A jégkorongszövetség féléves kongresszusán, Vancouverben, 2007. szeptember 21-én Svédországot választották meg a 2013-as világbajnokság szervezőjének. A győztes pályázat 70 szavazatot kapott, 55 ponttal előzve meg a második belarusz pályázatot. Magyarország, Csehország és Lettország is pályázott, utóbbi visszalépett és a svéd pályázatot támogatta. Egy 2009-es berni kongresszuson bejelentették, hogy Finnország (a 2012-es világbajnokság szervezője) és Svédország közösen rendezik majd mind a 2012-es, mind pedig a 2013-as világbajnokságot.
| Pályázó          | Szavazatok |
| ---------------- | ---------- |
| Svédország       | 70         |
| Fehéroroszország | 15         |
| Magyarország     | 8          |
| Csehország       | 3          |

## Résztvevők
A világbajnokságon az alábbi 16 válogatott vett részt; 14 európai és 2 észak-amerikai csapat.
| Európa - Ausztria^ - Csehország* - Dánia* - Fehéroroszország* - Finnország† - Franciaország* - Lettország* - Németország* - Norvégia* | - Oroszország* - Szlovákia* - Szlovénia^ - Svédország† - Svájc* Észak-Amerika - Kanada* - Egyesült Államok* |

* = A 2012-es IIHF jégkorong-világbajnokság első 14 helyének valamelyikén végzett.
^ = A 2012-es IIHF divízió I-es jégkorong-világbajnokság feljutói
† = Rendező

## Helyszínek
| Ericsson Globe Férőhely: 13 850 | Hartwall Arena Férőhely: 13 506 |
| ------------------------------- | ------------------------------- |
|                                 |                                 |
| Svédország – Stockholm          | Finnország – Helsinki           |

A mérkőzések helyszínéül a stockholmi Ericsson Globe (13 850 férőhely) és a helsinki Hartwall Arena (13 506 férőhely) szolgálnak majd. A férőhelyek számát a legújabb egészségügyi és biztonsági szabályoknak megfelelően limitálták. Az eredeti pályázatban a Malmö Aréna is helyszínként szerepelt, a Svéd Jégkorongszövetség a Finnországgal kötött megállapodás után vetette el Malmőt mint helyszínt. A finn helyszín eredetileg Tampere lett volna, de a Tampereen Keskusareena építésének késése miatt végül Helsinkit jelölték ki rendező városnak. Az új, 30 000 férőhelyes Tele2 Arena is felmerült mint lehetséges helyszín, de a csúszások miatt az csak 2013 júliusára készülhet el.

## Lebonyolítás
A 16 csapatot két darab 8 csapatos csoportba osztották, a csoportokat a helyszínek szerint „H” és „S” betűkkel jelölték (Helsinki és Stockholm). A csoportokban körmérkőzéseket játszanak a csapatok. Az első négy helyezett továbbjut a negyeddöntőbe, a többi csapat kiesik. A negyeddöntőtől egyenes kieséses rendszerben folytatódik a torna.
Az egyetlen különbség a 2012-es és a 2013-as világbajnokság lebonyolítása között az, hogy 2013-ban az elődöntőket és a döntőt Stockholmban játsszák majd.

## Kiemelés
A kiemelés és a csoportbeosztás a 2012-es IIHF-világranglistán alapult. A csapatok után zárójelben a világranglista-helyezés olvasható. Oroszországot és Csehországot azonban felcserélték, hogy Finnország és Svédország ne kerüljön azonos csoportba.
| S csoport - Csehország (3) - Svédország (4) - Kanada (5) - Norvégia (8) - Svájc (9) - Dánia (12) - Fehéroroszország (13) - Szlovénia (18) | H csoport - Oroszország (1) - Finnország (2) - Szlovákia (6) - Egyesült Államok (7) - Németország (10) - Lettország (11) - Franciaország (14) - Ausztria (15) |

## Csoportkör
| Jelmagyarázat                                   |
| ----------------------------------------------- |
| A csapat bejutott az egyenes kieséses szakaszba |
| A csapat nem jutott tovább                      |
| A csapat kiesett a divízió I A-ba               |

A kezdési időpontok helyi idő szerintiek (UTC+3).

### H csoport
| Nemzet           | M | Gy | HGy | HV | V | G+ | G- | Gk  | P  |
| ---------------- | - | -- | --- | -- | - | -- | -- | --- | -- |
| Finnország       | 7 | 4  | 2   | 0  | 1 | 23 | 14 | +9  | 16 |
| Oroszország      | 7 | 5  | 0   | 0  | 2 | 29 | 14 | +15 | 15 |
| Egyesült Államok | 7 | 5  | 0   | 0  | 2 | 24 | 16 | +8  | 15 |
| Szlovákia        | 7 | 3  | 0   | 1  | 3 | 18 | 17 | +1  | 10 |
| Németország      | 7 | 2  | 1   | 1  | 3 | 13 | 16 | −3  | 9  |
| Lettország       | 7 | 2  | 0   | 1  | 4 | 14 | 25 | −11 | 7  |
| Franciaország    | 7 | 2  | 0   | 1  | 4 | 13 | 21 | −8  | 7  |
| Ausztria         | 7 | 1  | 1   | 0  | 5 | 18 | 29 | −11 | 5  |

| 2013. május 3. 16:15 | Franciaország | 2–6 (0–1, 0–2, 2–3) | Szlovákia | Hartwall Arena, Helsinki Nézőszám: 6966 |

| Jegyzőkönyv | Jegyzőkönyv                   | Jegyzőkönyv                                          | Jegyzőkönyv     | Jegyzőkönyv                                                                   |
| --- | ----------------------------- | ---------------------------------------------------- | --------------- | ----------------------------------------------------------------------------- |
| | Cristobal Huet Fabrice Lhenry | Kapusok                                              | Rastislav Staňa | Játékvezetők: Brent Reiber Derek Zalaski Vonalbírók: Jon Killian Jesse Wilmot |
| \| \| 0–1 \| 08:28 – M. Miklík (T. Záborský) \| \| \| 0–2 \| 25:27 – P. Ölvecký (M. Ďaloga) \| \| \| 0–3 \| 28:34 – T. Záborský (R. Kukumberg) \| \| \| 0–4 \| 43:50 – B. Radivojevič (T. Kopecký, M. Bližňák) (PP) \| \| \| 0–5 \| 44:40 – M. Šatan (L. Hudáček, M. Jurčina) (PP) \| \| D. Raux (T. Bozon, C. Bertrand) (PP2) – 45:32 \| 1–5 \| \| \| D. Fleury (P-É. Bellemare, S. Treille) (PP) – 51:58 \| 2–5 \| \| \| \| 2–6 \| 58:57 – L. Hudáček (A. Sekera, R. Kukumberg) \| |                               |                                                      |                 | Játékvezetők: Brent Reiber Derek Zalaski Vonalbírók: Jon Killian Jesse Wilmot |
| 8 perc | Büntetések                    | 8 perc                                               |                 | Játékvezetők: Brent Reiber Derek Zalaski Vonalbírók: Jon Killian Jesse Wilmot |
| 26 | Lövések                       | 37                                                   |                 | Játékvezetők: Brent Reiber Derek Zalaski Vonalbírók: Jon Killian Jesse Wilmot |
| | 0–1                           | 08:28 – M. Miklík (T. Záborský)                      |                 | Játékvezetők: Brent Reiber Derek Zalaski Vonalbírók: Jon Killian Jesse Wilmot |
| | 0–2                           | 25:27 – P. Ölvecký (M. Ďaloga)                       |                 | Játékvezetők: Brent Reiber Derek Zalaski Vonalbírók: Jon Killian Jesse Wilmot |
| | 0–3                           | 28:34 – T. Záborský (R. Kukumberg)                   |                 | Játékvezetők: Brent Reiber Derek Zalaski Vonalbírók: Jon Killian Jesse Wilmot |
| | 0–4                           | 43:50 – B. Radivojevič (T. Kopecký, M. Bližňák) (PP) |                 |                                                                               |
| | 0–5                           | 44:40 – M. Šatan (L. Hudáček, M. Jurčina) (PP)       |                 |                                                                               |
| D. Raux (T. Bozon, C. Bertrand) (PP2) – 45:32 | 1–5                           |                                                      |                 |                                                                               |
| D. Fleury (P-É. Bellemare, S. Treille) (PP) – 51:58 | 2–5                           |                                                      |                 |                                                                               |
| | 2–6                           | 58:57 – L. Hudáček (A. Sekera, R. Kukumberg)         |                 |                                                                               |

| 2013. május 3. 20:15 | Finnország | 4–3 (h.u.) (1–0, 1–1, 1–2) (h.u.: 1–0) | Németország | Hartwall Arena, Helsinki Nézőszám: 12 115 |

| Jegyzőkönyv | Jegyzőkönyv | Jegyzőkönyv                            | Jegyzőkönyv | Jegyzőkönyv                                                              |
| --- | ----------- | -------------------------------------- | ----------- | ------------------------------------------------------------------------ |
| | Joni Ortio  | Kapusok                                | Rob Zepp    | Játékvezetők: Martin Fraňo Matt Kirk Vonalbírók: Roger Arm Ivan Gyedovla |
| \| P. Kontiola (J. Aaltonen, J. Pesonen) (PP) – 10:22 \| 1–0 \| \| \| \| 1–1 \| 30:21 – F. Schütz (M. Goc, A. Rankel) \| \| J. Pesonen (J. Hietanen, P. Kontiola) (PP) – 39:27 \| 2–1 \| \| \| \| 2–2 \| 42:34 – C. Ehrhoff (M. Goc) (PP) \| \| \| 2–3 \| 56:55 – T. Ankert (M. Goc, P. Gogulla) \| \| P. Kontiola (J. Pesonen) – 58:31 \| 3–3 \| \| \| V-M. Savinainen (S. Salminen, T. Mäntylä) – 61:58 \| 4–3 \| \| |             |                                        |             | Játékvezetők: Martin Fraňo Matt Kirk Vonalbírók: Roger Arm Ivan Gyedovla |
| 6 perc | Büntetések  | 18 perc                                |             | Játékvezetők: Martin Fraňo Matt Kirk Vonalbírók: Roger Arm Ivan Gyedovla |
| 38 | Lövések     | 18                                     |             | Játékvezetők: Martin Fraňo Matt Kirk Vonalbírók: Roger Arm Ivan Gyedovla |
| P. Kontiola (J. Aaltonen, J. Pesonen) (PP) – 10:22 | 1–0         |                                        |             | Játékvezetők: Martin Fraňo Matt Kirk Vonalbírók: Roger Arm Ivan Gyedovla |
| | 1–1         | 30:21 – F. Schütz (M. Goc, A. Rankel)  |             | Játékvezetők: Martin Fraňo Matt Kirk Vonalbírók: Roger Arm Ivan Gyedovla |
| J. Pesonen (J. Hietanen, P. Kontiola) (PP) – 39:27 | 2–1         |                                        |             | Játékvezetők: Martin Fraňo Matt Kirk Vonalbírók: Roger Arm Ivan Gyedovla |
| | 2–2         | 42:34 – C. Ehrhoff (M. Goc) (PP)       |             |                                                                          |
| | 2–3         | 56:55 – T. Ankert (M. Goc, P. Gogulla) |             |                                                                          |
| P. Kontiola (J. Pesonen) – 58:31 | 3–3         |                                        |             |                                                                          |
| V-M. Savinainen (S. Salminen, T. Mäntylä) – 61:58 | 4–3         |                                        |             |                                                                          |

| 2013. május 4. 12:15 | Egyesült Államok | 5–3 (1–2, 4–1, 0–0) | Ausztria | Hartwall Arena, Helsinki Nézőszám: 8202 |

| Jegyzőkönyv | Jegyzőkönyv | Jegyzőkönyv                                 | Jegyzőkönyv        | Jegyzőkönyv                                                                         |
| --- | ----------- | ------------------------------------------- | ------------------ | ----------------------------------------------------------------------------------- |
| | Ben Bishop  | Kapusok                                     | Bernhard Starkbaum | Játékvezetők: Morgan Johansson Aleksi Rantala Vonalbírók: Petr Blumel Ivan Gyedovla |
| \| \| 0-1 \| 04:58 – M. Latusa (T. Hundertpfund) \| \| \| 0-2 \| 05:38 – D. Welser (M. Iberer) \| \| D. Moss (J. Faulk, P. Stastny) (PP) – 10:02 \| 1-2 \| \| \| E. Johnson (N. Bjugstad, D. Kristo) – 23:38 \| 2-2 \| \| \| T. Stapleton (D. LeBlanc, J. Faulk) – 29:31 \| 3-2 \| \| \| A. Palushaj (D. Kristo, N. Bjugstad) – 30:57 \| 4-2 \| \| \| \| 4-3 \| 33:21 – D. Schuller (M. Peintner, R. Lukas) \| \| E. Johnson (PP) – 38:32 \| 5-3 \| \| |             |                                             |                    | Játékvezetők: Morgan Johansson Aleksi Rantala Vonalbírók: Petr Blumel Ivan Gyedovla |
| 2 perc | Büntetések  | 6 perc                                      |                    | Játékvezetők: Morgan Johansson Aleksi Rantala Vonalbírók: Petr Blumel Ivan Gyedovla |
| 29 | Lövések     | 21                                          |                    | Játékvezetők: Morgan Johansson Aleksi Rantala Vonalbírók: Petr Blumel Ivan Gyedovla |
| | 0-1         | 04:58 – M. Latusa (T. Hundertpfund)         |                    | Játékvezetők: Morgan Johansson Aleksi Rantala Vonalbírók: Petr Blumel Ivan Gyedovla |
| | 0-2         | 05:38 – D. Welser (M. Iberer)               |                    | Játékvezetők: Morgan Johansson Aleksi Rantala Vonalbírók: Petr Blumel Ivan Gyedovla |
| D. Moss (J. Faulk, P. Stastny) (PP) – 10:02 | 1-2         |                                             |                    | Játékvezetők: Morgan Johansson Aleksi Rantala Vonalbírók: Petr Blumel Ivan Gyedovla |
| E. Johnson (N. Bjugstad, D. Kristo) – 23:38 | 2-2         |                                             |                    |                                                                                     |
| T. Stapleton (D. LeBlanc, J. Faulk) – 29:31 | 3-2         |                                             |                    |                                                                                     |
| A. Palushaj (D. Kristo, N. Bjugstad) – 30:57 | 4-2         |                                             |                    |                                                                                     |
| | 4-3         | 33:21 – D. Schuller (M. Peintner, R. Lukas) |                    |                                                                                     |
| E. Johnson (PP) – 38:32 | 5-3         |                                             |                    |                                                                                     |

| 2013. május 4. 16:15 | Oroszország | 6–0 (1–0, 3–0, 2–0) | Lettország | Hartwall Arena, Helsinki Nézőszám: 5293 |

| Jegyzőkönyv | Jegyzőkönyv    | Jegyzőkönyv | Jegyzőkönyv  | Jegyzőkönyv                                                                      |
| --- | -------------- | ----------- | ------------ | -------------------------------------------------------------------------------- |
| | Ilja Brizgalov | Kapusok     | Māris Jučers | Játékvezetők: Brent Reiber Derek Zalaski Vonalbírók: Sirko Hunnius Johannes Käck |
| \| J. Birjukov (S. Soin, A. Szvitov) – 13:03 \| 1–0 \| \| \| J. Medvegyev (K. Petrov) – 28:44 \| 2–0 \| \| \| A. Radulov (I. Kovalcsuk, J. Birjukov) – 32:59 \| 3–0 \| \| \| E. Rjasenszkij (A. Perezsogin, A. Belov) – 38:55 \| 4–0 \| \| \| I. Kovalcsuk (A. Loktionov) – 40:17 \| 5–0 \| \| \| K. Petrov (A. Tyerescsenko, J. Medvegyev) (PP) – 44:11 \| 6–0 \| \| |                |             |              | Játékvezetők: Brent Reiber Derek Zalaski Vonalbírók: Sirko Hunnius Johannes Käck |
| 4 perc | Büntetések     | 31 perc     |              | Játékvezetők: Brent Reiber Derek Zalaski Vonalbírók: Sirko Hunnius Johannes Käck |
| 34 | Lövések        | 15          |              | Játékvezetők: Brent Reiber Derek Zalaski Vonalbírók: Sirko Hunnius Johannes Käck |
| J. Birjukov (S. Soin, A. Szvitov) – 13:03 | 1–0            |             |              | Játékvezetők: Brent Reiber Derek Zalaski Vonalbírók: Sirko Hunnius Johannes Käck |
| J. Medvegyev (K. Petrov) – 28:44 | 2–0            |             |              | Játékvezetők: Brent Reiber Derek Zalaski Vonalbírók: Sirko Hunnius Johannes Käck |
| A. Radulov (I. Kovalcsuk, J. Birjukov) – 32:59 | 3–0            |             |              | Játékvezetők: Brent Reiber Derek Zalaski Vonalbírók: Sirko Hunnius Johannes Käck |
| E. Rjasenszkij (A. Perezsogin, A. Belov) – 38:55 | 4–0            |             |              |                                                                                  |
| I. Kovalcsuk (A. Loktionov) – 40:17 | 5–0            |             |              |                                                                                  |
| K. Petrov (A. Tyerescsenko, J. Medvegyev) (PP) – 44:11 | 6–0            |             |              |                                                                                  |

| 2013. május 4. 20:15 | Finnország | 2–0 (1–0, 0–0, 1–0) | Szlovákia | Hartwall Arena, Helsinki Nézőszám: 12 078 |

| Jegyzőkönyv                                                                                       | Jegyzőkönyv  | Jegyzőkönyv | Jegyzőkönyv     | Jegyzőkönyv                                                                             |
| ------------------------------------------------------------------------------------------------- | ------------ | ----------- | --------------- | --------------------------------------------------------------------------------------- |
|                                                                                                   | Antti Raanta | Kapusok     | Rastislav Staňa | Játékvezetők: Antonín Jeřábek Marcus Vinnerborg Vonalbírók: Roger Arm Jonathan Morrison |
| \| J. Aaltonen (P. Kontiola, S. Lepisto) – 11:28 \| 1–0 \| \| \| P. Kontiola – 42:09 \| 2–0 \| \| |              |             |                 | Játékvezetők: Antonín Jeřábek Marcus Vinnerborg Vonalbírók: Roger Arm Jonathan Morrison |
| 10 perc                                                                                           | Büntetések   | 8 perc      |                 | Játékvezetők: Antonín Jeřábek Marcus Vinnerborg Vonalbírók: Roger Arm Jonathan Morrison |
| 23                                                                                                | Lövések      | 36          |                 | Játékvezetők: Antonín Jeřábek Marcus Vinnerborg Vonalbírók: Roger Arm Jonathan Morrison |
| J. Aaltonen (P. Kontiola, S. Lepisto) – 11:28                                                     | 1–0          |             |                 | Játékvezetők: Antonín Jeřábek Marcus Vinnerborg Vonalbírók: Roger Arm Jonathan Morrison |
| P. Kontiola – 42:09                                                                               | 2–0          |             |                 | Játékvezetők: Antonín Jeřábek Marcus Vinnerborg Vonalbírók: Roger Arm Jonathan Morrison |

| 2013. május 5. 12:15 | Franciaország | 3–1 (2–0, 1–0, 0–1) | Ausztria | Hartwall Arena, Helsinki Nézőszám: 3471 |

| Jegyzőkönyv | Jegyzőkönyv    | Jegyzőkönyv                                  | Jegyzőkönyv        | Jegyzőkönyv                                                                        |
| --- | -------------- | -------------------------------------------- | ------------------ | ---------------------------------------------------------------------------------- |
| | Cristobal Huet | Kapusok                                      | Bernhard Starkbaum | Játékvezetők: Martin Fraňo Marcus Vinnerborg Vonalbírók: Petr Blumel Sirko Hunnius |
| \| D. Fleury – 03:36 \| 1–0 \| \| \| T. Da Costa (A. Roussel, B. Henderson) – 04:17 \| 2–0 \| \| \| J. Desrosiers (L. Meunier) – 37:10 \| 3–0 \| \| \| \| 3–1 \| 47:23 – T. Vanek (M. Peintner, T. Pöck) (EA) \| |                |                                              |                    | Játékvezetők: Martin Fraňo Marcus Vinnerborg Vonalbírók: Petr Blumel Sirko Hunnius |
| 4 perc | Büntetések     | 4 perc                                       |                    | Játékvezetők: Martin Fraňo Marcus Vinnerborg Vonalbírók: Petr Blumel Sirko Hunnius |
| 26 | Lövések        | 36                                           |                    | Játékvezetők: Martin Fraňo Marcus Vinnerborg Vonalbírók: Petr Blumel Sirko Hunnius |
| D. Fleury – 03:36 | 1–0            |                                              |                    | Játékvezetők: Martin Fraňo Marcus Vinnerborg Vonalbírók: Petr Blumel Sirko Hunnius |
| T. Da Costa (A. Roussel, B. Henderson) – 04:17 | 2–0            |                                              |                    | Játékvezetők: Martin Fraňo Marcus Vinnerborg Vonalbírók: Petr Blumel Sirko Hunnius |
| J. Desrosiers (L. Meunier) – 37:10 | 3–0            |                                              |                    | Játékvezetők: Martin Fraňo Marcus Vinnerborg Vonalbírók: Petr Blumel Sirko Hunnius |
| | 3–1            | 47:23 – T. Vanek (M. Peintner, T. Pöck) (EA) |                    |                                                                                    |

| 2013. május 5. 16:15 | Németország | 1–4 (0–0, 0–2, 1–2) | Oroszország | Hartwall Arena, Helsinki Nézőszám: 3705 |

| Jegyzőkönyv | Jegyzőkönyv   | Jegyzőkönyv                                     | Jegyzőkönyv      | Jegyzőkönyv                                                                             |
| --- | ------------- | ----------------------------------------------- | ---------------- | --------------------------------------------------------------------------------------- |
| | Dennis Endras | Kapusok                                         | Szemjon Varlamov | Játékvezetők: Morgan Johansson Aleksi Rantala Vonalbírók: Jon Killian Jonathan Morisson |
| \| \| 0–1 \| 23:20 – I. Kovalcsuk (J. Medvegyev) \| \| \| 0–2 \| 30:09 – I. Kovalcsuk (A. Radulov) \| \| J. Tripp (M. Wolf, C. Ehrhoff) (PP) – 45:03 \| 1–2 \| \| \| \| 1–3 \| 58:20 – I. Kovalcsuk (A. Radulov, J. Medvegyev) \| \| \| 1–4 \| 59:39 – Gy. Kokarev (S. Soin, A. Szvitov) (ENG) \| |               |                                                 |                  | Játékvezetők: Morgan Johansson Aleksi Rantala Vonalbírók: Jon Killian Jonathan Morisson |
| 2 perc | Büntetések    | 10 perc                                         |                  | Játékvezetők: Morgan Johansson Aleksi Rantala Vonalbírók: Jon Killian Jonathan Morisson |
| 27 | Lövések       | 26                                              |                  | Játékvezetők: Morgan Johansson Aleksi Rantala Vonalbírók: Jon Killian Jonathan Morisson |
| | 0–1           | 23:20 – I. Kovalcsuk (J. Medvegyev)             |                  | Játékvezetők: Morgan Johansson Aleksi Rantala Vonalbírók: Jon Killian Jonathan Morisson |
| | 0–2           | 30:09 – I. Kovalcsuk (A. Radulov)               |                  | Játékvezetők: Morgan Johansson Aleksi Rantala Vonalbírók: Jon Killian Jonathan Morisson |
| J. Tripp (M. Wolf, C. Ehrhoff) (PP) – 45:03 | 1–2           |                                                 |                  | Játékvezetők: Morgan Johansson Aleksi Rantala Vonalbírók: Jon Killian Jonathan Morisson |
| | 1–3           | 58:20 – I. Kovalcsuk (A. Radulov, J. Medvegyev) |                  |                                                                                         |
| | 1–4           | 59:39 – Gy. Kokarev (S. Soin, A. Szvitov) (ENG) |                  |                                                                                         |

| 2013. május 5. 20:15 | Lettország | 1–4 (0–0, 1–2, 0–2) | Egyesült Államok | Hartwall Arena, Helsinki Nézőszám: 5048 |

| Jegyzőkönyv | Jegyzőkönyv      | Jegyzőkönyv                                       | Jegyzőkönyv | Jegyzőkönyv                                                                    |
| --- | ---------------- | ------------------------------------------------- | ----------- | ------------------------------------------------------------------------------ |
| | Edgars Masaļskis | Kapusok                                           | Ben Bishop  | Játékvezetők: Antonín Jeřábek Matt Kirk Vonalbírók: Johannes Käck Jesse Wilmot |
| \| A. Kulda (J. Sprukts, L. Dārziņš) – 21:11 \| 1–0 \| \| \| \| 1–1 \| 22:11 – T. Stapleton (B. Butler) \| \| \| 1–2 \| 24:21 – D. Moss (P. Stastny, J. Trouba) (PP) \| \| \| 1–3 \| 50:55 – B. Butler (T. Stapleton, E. Johnson) (PP) \| \| \| 1–4 \| 52:21 – M. Hunwick (P. Stastny, C. Smith) \| |                  |                                                   |             | Játékvezetők: Antonín Jeřábek Matt Kirk Vonalbírók: Johannes Käck Jesse Wilmot |
| 14 perc | Büntetések       | 12 perc                                           |             | Játékvezetők: Antonín Jeřábek Matt Kirk Vonalbírók: Johannes Käck Jesse Wilmot |
| 20 | Lövések          | 26                                                |             | Játékvezetők: Antonín Jeřábek Matt Kirk Vonalbírók: Johannes Käck Jesse Wilmot |
| A. Kulda (J. Sprukts, L. Dārziņš) – 21:11 | 1–0              |                                                   |             | Játékvezetők: Antonín Jeřábek Matt Kirk Vonalbírók: Johannes Käck Jesse Wilmot |
| | 1–1              | 22:11 – T. Stapleton (B. Butler)                  |             | Játékvezetők: Antonín Jeřábek Matt Kirk Vonalbírók: Johannes Käck Jesse Wilmot |
| | 1–2              | 24:21 – D. Moss (P. Stastny, J. Trouba) (PP)      |             | Játékvezetők: Antonín Jeřábek Matt Kirk Vonalbírók: Johannes Käck Jesse Wilmot |
| | 1–3              | 50:55 – B. Butler (T. Stapleton, E. Johnson) (PP) |             |                                                                                |
| | 1–4              | 52:21 – M. Hunwick (P. Stastny, C. Smith)         |             |                                                                                |

| 2013. május 6. 16:15 | Németország | 2–3 (1–0, 0–1, 1–2) | Szlovákia | Hartwall Arena, Helsinki Nézőszám: 5078 |

| Jegyzőkönyv | Jegyzőkönyv | Jegyzőkönyv                                    | Jegyzőkönyv     | Jegyzőkönyv                                                                 |
| --- | ----------- | ---------------------------------------------- | --------------- | --------------------------------------------------------------------------- |
| | Rob Zepp    | Kapusok                                        | Rastislav Staňa | Játékvezetők: Martin Fraňo Brent Reiber Vonalbírók: Roger Arm Ivan Gyedovla |
| \| M. Wolf (N. Goc, P. Gogulla) – 04:01 \| 1–0 \| \| \| \| 1–1 \| 33:30 – M. Bližňák (M. Sersen) \| \| M. Kink (J. Tripp, B. Kohl) – 43:01 \| 2–1 \| \| \| \| 2–2 \| 45:41 – T. Záborský (V. Mihálik, R. Kukumberg) \| \| \| 2-3 \| 52:46 – T. Záborský (J. Stümpel, R. Kukumberg) \| |             |                                                |                 | Játékvezetők: Martin Fraňo Brent Reiber Vonalbírók: Roger Arm Ivan Gyedovla |
| 2 perc | Büntetések  | 4 perc                                         |                 | Játékvezetők: Martin Fraňo Brent Reiber Vonalbírók: Roger Arm Ivan Gyedovla |
| 32 | Lövések     | 33                                             |                 | Játékvezetők: Martin Fraňo Brent Reiber Vonalbírók: Roger Arm Ivan Gyedovla |
| M. Wolf (N. Goc, P. Gogulla) – 04:01 | 1–0         |                                                |                 | Játékvezetők: Martin Fraňo Brent Reiber Vonalbírók: Roger Arm Ivan Gyedovla |
| | 1–1         | 33:30 – M. Bližňák (M. Sersen)                 |                 | Játékvezetők: Martin Fraňo Brent Reiber Vonalbírók: Roger Arm Ivan Gyedovla |
| M. Kink (J. Tripp, B. Kohl) – 43:01 | 2–1         |                                                |                 | Játékvezetők: Martin Fraňo Brent Reiber Vonalbírók: Roger Arm Ivan Gyedovla |
| | 2–2         | 45:41 – T. Záborský (V. Mihálik, R. Kukumberg) |                 |                                                                             |
| | 2-3         | 52:46 – T. Záborský (J. Stümpel, R. Kukumberg) |                 |                                                                             |

| 2013. május 6. 20:15 | Finnország | 3–1 (0–0, 2–0, 1–1) | Franciaország | Hartwall Arena, Helsinki Nézőszám: 12 158 |

| Jegyzőkönyv | Jegyzőkönyv | Jegyzőkönyv                                    | Jegyzőkönyv                  | Jegyzőkönyv                                                               |
| --- | ----------- | ---------------------------------------------- | ---------------------------- | ------------------------------------------------------------------------- |
| | Joni Ortio  | Kapusok                                        | Fabrice Lhenry Florian Hardy | Játékvezetők: Matt Kirk Derek Zalaski Vonalbírók: Jon Kilian Jesse Wilmot |
| \| J. Pesonen (J. Aaltonen, P. Kontiola) (PP) – 34:41 \| 1–0 \| \| \| J. Aaltonen (P. Kontiola, J. Hietanen) – 35:19 \| 2–0 \| \| \| \| 2–1 \| 40:43 – P-É. Bellemare (S. Treille, D. Fleury) \| \| V. Viitaluoma (O. Väänänen, A. Pihlström) – 48:36 \| 3–1 \| \| |             |                                                |                              | Játékvezetők: Matt Kirk Derek Zalaski Vonalbírók: Jon Kilian Jesse Wilmot |
| 12 perc | Büntetések  | 12 perc                                        |                              | Játékvezetők: Matt Kirk Derek Zalaski Vonalbírók: Jon Kilian Jesse Wilmot |
| 22 | Lövések     | 22                                             |                              | Játékvezetők: Matt Kirk Derek Zalaski Vonalbírók: Jon Kilian Jesse Wilmot |
| J. Pesonen (J. Aaltonen, P. Kontiola) (PP) – 34:41 | 1–0         |                                                |                              | Játékvezetők: Matt Kirk Derek Zalaski Vonalbírók: Jon Kilian Jesse Wilmot |
| J. Aaltonen (P. Kontiola, J. Hietanen) – 35:19 | 2–0         |                                                |                              | Játékvezetők: Matt Kirk Derek Zalaski Vonalbírók: Jon Kilian Jesse Wilmot |
| | 2–1         | 40:43 – P-É. Bellemare (S. Treille, D. Fleury) |                              | Játékvezetők: Matt Kirk Derek Zalaski Vonalbírók: Jon Kilian Jesse Wilmot |
| V. Viitaluoma (O. Väänänen, A. Pihlström) – 48:36 | 3–1         |                                                |                              |                                                                           |

| 2013. május 7. 16:15 | Ausztria | 6–3 (2–1, 2–1, 2–1) | Lettország | Hartwall Arena, Helsinki Nézőszám: 3051 |

| Jegyzőkönyv | Jegyzőkönyv        | Jegyzőkönyv                                    | Jegyzőkönyv      | Jegyzőkönyv                                                                               |
| --- | ------------------ | ---------------------------------------------- | ---------------- | ----------------------------------------------------------------------------------------- |
| | Bernhard Starkbaum | Kapusok                                        | Edgars Masaļskis | Játékvezetők: Morgan Johansson Aleksi Rantala Vonalbírók: Sirko Hunnius Jonathan Morisson |
| \| \| 0–1 \| 03:52 – A. Bērziņš (R. Ķēniņš, G. Meija) \| \| F. Iberer (T. Hundertpfund) – 13:45 \| 1–1 \| \| \| A. Lakos (M. Latusa, G. Baumgartner) (PP) – 17:09 \| 2–1 \| \| \| T. Vanek – 23:05 \| 3–1 \| \| \| M. Altmann (D. Welser, A. Kristler) – 26:58 \| 4–1 \| \| \| \| 4–2 \| 38:08 – A. Saviels (J. Andersons, M. Indrašis) \| \| \| 4–3 \| 40:52 – L. Dārziņš (M. Cipulis) (PP) \| \| M. Raffl (T. Hundertpfund) – 49:42 \| 5–3 \| \| \| D. Oberkofler (T. Pöck, D. Schuller) – 56:50 \| 6–3 \| \| |                    |                                                |                  | Játékvezetők: Morgan Johansson Aleksi Rantala Vonalbírók: Sirko Hunnius Jonathan Morisson |
| 6 perc | Büntetések         | 8 perc                                         |                  | Játékvezetők: Morgan Johansson Aleksi Rantala Vonalbírók: Sirko Hunnius Jonathan Morisson |
| 25 | Lövések            | 39                                             |                  | Játékvezetők: Morgan Johansson Aleksi Rantala Vonalbírók: Sirko Hunnius Jonathan Morisson |
| | 0–1                | 03:52 – A. Bērziņš (R. Ķēniņš, G. Meija)       |                  | Játékvezetők: Morgan Johansson Aleksi Rantala Vonalbírók: Sirko Hunnius Jonathan Morisson |
| F. Iberer (T. Hundertpfund) – 13:45 | 1–1                |                                                |                  | Játékvezetők: Morgan Johansson Aleksi Rantala Vonalbírók: Sirko Hunnius Jonathan Morisson |
| A. Lakos (M. Latusa, G. Baumgartner) (PP) – 17:09 | 2–1                |                                                |                  | Játékvezetők: Morgan Johansson Aleksi Rantala Vonalbírók: Sirko Hunnius Jonathan Morisson |
| T. Vanek – 23:05 | 3–1                |                                                |                  |                                                                                           |
| M. Altmann (D. Welser, A. Kristler) – 26:58 | 4–1                |                                                |                  |                                                                                           |
| | 4–2                | 38:08 – A. Saviels (J. Andersons, M. Indrašis) |                  |                                                                                           |
| | 4–3                | 40:52 – L. Dārziņš (M. Cipulis) (PP)           |                  |                                                                                           |
| M. Raffl (T. Hundertpfund) – 49:42 | 5–3                |                                                |                  |                                                                                           |
| D. Oberkofler (T. Pöck, D. Schuller) – 56:50 | 6–3                |                                                |                  |                                                                                           |

| 2013. május 7. 20:15 | Oroszország | 5–3 (2–2, 1–1, 2–0) | Egyesült Államok | Hartwall Arena, Helsinki Nézőszám: 6038 |

| Jegyzőkönyv | Jegyzőkönyv    | Jegyzőkönyv                        | Jegyzőkönyv | Jegyzőkönyv                                                                           |
| --- | -------------- | ---------------------------------- | ----------- | ------------------------------------------------------------------------------------- |
| | Ilja Brizgalov | Kapusok                            | Ben Bishop  | Játékvezetők: Antonín Jeřábek Marcus Vinnerborg Vonalbírók: Petr Blumel Johannes Käck |
| \| A. Belov (Gy. Gyenyiszov, A. Anyiszimov) – 05:23 \| 1–0 \| \| \| \| 1–1 \| 10:58 – P. Stastny (C. Smith) \| \| \| 1–2 \| 13:28 – P. Stastny (J. Faulk) (PP) \| \| I. Kovalcsuk (I. Nyikulin, A. Radulov) – 14:04 \| 2–2 \| \| \| \| 2–3 \| 27:09 – M. Hunwick (A. Palushaj) \| \| A. Tyerescsenko (Sz. Mozjakin, K. Petrov) – 31:19 \| 3–3 \| \| \| J. Medvegyev (Sz. Mozjakin, A. Tyerescsenko) – 53:35 \| 4–3 \| \| \| A. Radulov (I. Kovalcsuk) (PP) – 55:27 \| 5–3 \| \| |                |                                    |             | Játékvezetők: Antonín Jeřábek Marcus Vinnerborg Vonalbírók: Petr Blumel Johannes Käck |
| 8 perc | Büntetések     | 18 perc                            |             | Játékvezetők: Antonín Jeřábek Marcus Vinnerborg Vonalbírók: Petr Blumel Johannes Käck |
| 30 | Lövések        | 22                                 |             | Játékvezetők: Antonín Jeřábek Marcus Vinnerborg Vonalbírók: Petr Blumel Johannes Käck |
| A. Belov (Gy. Gyenyiszov, A. Anyiszimov) – 05:23 | 1–0            |                                    |             | Játékvezetők: Antonín Jeřábek Marcus Vinnerborg Vonalbírók: Petr Blumel Johannes Käck |
| | 1–1            | 10:58 – P. Stastny (C. Smith)      |             | Játékvezetők: Antonín Jeřábek Marcus Vinnerborg Vonalbírók: Petr Blumel Johannes Käck |
| | 1–2            | 13:28 – P. Stastny (J. Faulk) (PP) |             | Játékvezetők: Antonín Jeřábek Marcus Vinnerborg Vonalbírók: Petr Blumel Johannes Käck |
| I. Kovalcsuk (I. Nyikulin, A. Radulov) – 14:04 | 2–2            |                                    |             |                                                                                       |
| | 2–3            | 27:09 – M. Hunwick (A. Palushaj)   |             |                                                                                       |
| A. Tyerescsenko (Sz. Mozjakin, K. Petrov) – 31:19 | 3–3            |                                    |             |                                                                                       |
| J. Medvegyev (Sz. Mozjakin, A. Tyerescsenko) – 53:35 | 4–3            |                                    |             |                                                                                       |
| A. Radulov (I. Kovalcsuk) (PP) – 55:27 | 5–3            |                                    |             |                                                                                       |

| 2013. május 8. 16:15 | Ausztria | 0–2 (0–0, 0–1, 0–1) | Németország | Hartwall Arena, Helsinki Nézőszám: 6820 |

| Jegyzőkönyv                                                               | Jegyzőkönyv        | Jegyzőkönyv               | Jegyzőkönyv | Jegyzőkönyv                                                                   |
| ------------------------------------------------------------------------- | ------------------ | ------------------------- | ----------- | ----------------------------------------------------------------------------- |
|                                                                           | Bernhard Starkbaum | Kapusok                   | Rob Zepp    | Játékvezetők: Vjacseszlav Bulanov Ian Croft Vonalbírók: Roger Arm Jon Killian |
| \| \| 0–1 \| 37:00 – M. Kink \| \| \| 0–2 \| 59:51 – M. Kink (SH, ENG) \| |                    |                           |             | Játékvezetők: Vjacseszlav Bulanov Ian Croft Vonalbírók: Roger Arm Jon Killian |
| 8 perc                                                                    | Büntetések         | 16 perc                   |             | Játékvezetők: Vjacseszlav Bulanov Ian Croft Vonalbírók: Roger Arm Jon Killian |
| 27                                                                        | Lövések            | 35                        |             | Játékvezetők: Vjacseszlav Bulanov Ian Croft Vonalbírók: Roger Arm Jon Killian |
|                                                                           | 0–1                | 37:00 – M. Kink           |             | Játékvezetők: Vjacseszlav Bulanov Ian Croft Vonalbírók: Roger Arm Jon Killian |
|                                                                           | 0–2                | 59:51 – M. Kink (SH, ENG) |             | Játékvezetők: Vjacseszlav Bulanov Ian Croft Vonalbírók: Roger Arm Jon Killian |

| 2013. május 8. 20:15 | Egyesült Államok | 4–1 (1–1, 0–0, 3–0) | Finnország | Hartwall Arena, Helsinki Nézőszám: 12 484 |

| Jegyzőkönyv | Jegyzőkönyv | Jegyzőkönyv                                     | Jegyzőkönyv  | Jegyzőkönyv                                                                       |
| --- | ----------- | ----------------------------------------------- | ------------ | --------------------------------------------------------------------------------- |
| | John Gibson | Kapusok                                         | Antti Raanta | Játékvezetők: Lars Brüggemann Brent Reiber Vonalbírók: Ivan Gyedovla Jesse Wilmot |
| \| \| 0–1 \| 05:53 – J. Koskiranta (J. Pesonen, J. Hietanen) \| \| C. Smith (D. Moss, C. Butler) – 17:36 \| 1–1 \| \| \| C. Smith (P. Stastny, J. Faulk) (PP) – 43:22 \| 2–1 \| \| \| S. Gionta (N. Thompson) – 51:29 \| 3–1 \| \| \| C. Smith (P. Stastny, D. Moss) (ENG) – 59:18 \| 4–1 \| \| |             |                                                 |              | Játékvezetők: Lars Brüggemann Brent Reiber Vonalbírók: Ivan Gyedovla Jesse Wilmot |
| 12 perc | Büntetések  | 8 perc                                          |              | Játékvezetők: Lars Brüggemann Brent Reiber Vonalbírók: Ivan Gyedovla Jesse Wilmot |
| 25 | Lövések     | 32                                              |              | Játékvezetők: Lars Brüggemann Brent Reiber Vonalbírók: Ivan Gyedovla Jesse Wilmot |
| | 0–1         | 05:53 – J. Koskiranta (J. Pesonen, J. Hietanen) |              | Játékvezetők: Lars Brüggemann Brent Reiber Vonalbírók: Ivan Gyedovla Jesse Wilmot |
| C. Smith (D. Moss, C. Butler) – 17:36 | 1–1         |                                                 |              | Játékvezetők: Lars Brüggemann Brent Reiber Vonalbírók: Ivan Gyedovla Jesse Wilmot |
| C. Smith (P. Stastny, J. Faulk) (PP) – 43:22 | 2–1         |                                                 |              | Játékvezetők: Lars Brüggemann Brent Reiber Vonalbírók: Ivan Gyedovla Jesse Wilmot |
| S. Gionta (N. Thompson) – 51:29 | 3–1         |                                                 |              |                                                                                   |
| C. Smith (P. Stastny, D. Moss) (ENG) – 59:18 | 4–1         |                                                 |              |                                                                                   |

| 2013. május 9. 16:15 | Oroszország | 1–2 (0–0, 1–2, 0–0) | Franciaország | Hartwall Arena, Helsinki Nézőszám: 3173 |

| Jegyzőkönyv | Jegyzőkönyv        | Jegyzőkönyv                                          | Jegyzőkönyv   | Jegyzőkönyv                                                                         |
| --- | ------------------ | ---------------------------------------------------- | ------------- | ----------------------------------------------------------------------------------- |
| | Vaszilij Kosecskin | Kapusok                                              | Florian Hardy | Játékvezetők: Martin Fraňo Aleksi Rantala Vonalbírók: Pierre Dehaen Sakari Suominen |
| \| A. Perezsogin (A. Popov, A. Belov) – 26:57 \| 1–0 \| \| \| \| 1–1 \| 29:52 – D. Fleury (P-É. Bellemare, K. Hecquefeuille) \| \| \| 1–2 \| 36:48 – A. Roussel \| |                    |                                                      |               | Játékvezetők: Martin Fraňo Aleksi Rantala Vonalbírók: Pierre Dehaen Sakari Suominen |
| 4 perc | Büntetések         | 6 perc                                               |               | Játékvezetők: Martin Fraňo Aleksi Rantala Vonalbírók: Pierre Dehaen Sakari Suominen |
| 29 | Lövések            | 19                                                   |               | Játékvezetők: Martin Fraňo Aleksi Rantala Vonalbírók: Pierre Dehaen Sakari Suominen |
| A. Perezsogin (A. Popov, A. Belov) – 26:57 | 1–0                |                                                      |               | Játékvezetők: Martin Fraňo Aleksi Rantala Vonalbírók: Pierre Dehaen Sakari Suominen |
| | 1–1                | 29:52 – D. Fleury (P-É. Bellemare, K. Hecquefeuille) |               | Játékvezetők: Martin Fraňo Aleksi Rantala Vonalbírók: Pierre Dehaen Sakari Suominen |
| | 1–2                | 36:48 – A. Roussel                                   |               | Játékvezetők: Martin Fraňo Aleksi Rantala Vonalbírók: Pierre Dehaen Sakari Suominen |

| 2013. május 9. 20:15 | Szlovákia | 3–5 (1–3, 1–1, 1–1) | Lettország | Hartwall Arena, Helsinki Nézőszám: 3124 |

| Jegyzőkönyv | Jegyzőkönyv                    | Jegyzőkönyv                           | Jegyzőkönyv         | Jegyzőkönyv                                                                         |
| --- | ------------------------------ | ------------------------------------- | ------------------- | ----------------------------------------------------------------------------------- |
| | Rastislav Staňa Jaroslav Janus | Kapusok                               | Kristers Gudļevskis | Játékvezetők: Marcus Vinnerborg Derek Zalaski Vonalbírók: Petr Blumel Johannes Käck |
| \| \| 0–1 \| 00:15 – M. Cipulis (J. Sprukts) \| \| T. Záborský (R. Kukumberg, M. Miklík) – 01:23 \| 1–1 \| \| \| \| 1–2 \| 13:00 – L. Dārziņš (PS) \| \| \| 1–3 \| 17:24 – Z. Girgensons (A. Kulda) (PP) \| \| T. Surový (B. Mezei, M. Daňo) – 36:09 \| 2–3 \| \| \| \| 2–4 \| 38:50 – L. Dārziņš \| \| \| 2–5 \| 40:25 – L. Dārziņš \| \| T. Surový (R. Vydarený, M. Jurčina) (PP) – 59:38 \| 3–5 \| \| |                                |                                       |                     | Játékvezetők: Marcus Vinnerborg Derek Zalaski Vonalbírók: Petr Blumel Johannes Käck |
| 14 perc | Büntetések                     | 8 perc                                |                     | Játékvezetők: Marcus Vinnerborg Derek Zalaski Vonalbírók: Petr Blumel Johannes Käck |
| 27 | Lövések                        | 24                                    |                     | Játékvezetők: Marcus Vinnerborg Derek Zalaski Vonalbírók: Petr Blumel Johannes Käck |
| | 0–1                            | 00:15 – M. Cipulis (J. Sprukts)       |                     | Játékvezetők: Marcus Vinnerborg Derek Zalaski Vonalbírók: Petr Blumel Johannes Käck |
| T. Záborský (R. Kukumberg, M. Miklík) – 01:23 | 1–1                            |                                       |                     | Játékvezetők: Marcus Vinnerborg Derek Zalaski Vonalbírók: Petr Blumel Johannes Käck |
| | 1–2                            | 13:00 – L. Dārziņš (PS)               |                     | Játékvezetők: Marcus Vinnerborg Derek Zalaski Vonalbírók: Petr Blumel Johannes Käck |
| | 1–3                            | 17:24 – Z. Girgensons (A. Kulda) (PP) |                     |                                                                                     |
| T. Surový (B. Mezei, M. Daňo) – 36:09 | 2–3                            |                                       |                     |                                                                                     |
| | 2–4                            | 38:50 – L. Dārziņš                    |                     |                                                                                     |
| | 2–5                            | 40:25 – L. Dārziņš                    |                     |                                                                                     |
| T. Surový (R. Vydarený, M. Jurčina) (PP) – 59:38 | 3–5                            |                                       |                     |                                                                                     |

| 2013. május 10. 16:15 | Szlovákia | 1–2 (sz.) (1–0, 0–1, 0–0) (h.u.: 0–0) (sz.: 0–1) | Ausztria | Hartwall Arena, Helsinki Nézőszám: 8449 |

| Jegyzőkönyv | Jegyzőkönyv     | Jegyzőkönyv                                              | Jegyzőkönyv        | Jegyzőkönyv                                                                      |
| --- | --------------- | -------------------------------------------------------- | ------------------ | -------------------------------------------------------------------------------- |
| | Rastislav Staňa | Kapusok                                                  | Bernhard Starkbaum | Játékvezetők: Lars Brüggemann Martin Fraňo Vonalbírók: Ivan Gyedovla Jon Killian |
| \| T. Surový (M. Sersen, B. Radivojevič) – 09:00 \| 1–0 \| \| \| \| 1–1 \| 33:17 – G. Unterluggauer (G. Baumgartner, D. Oberkofler) \| |                 |                                                          |                    | Játékvezetők: Lars Brüggemann Martin Fraňo Vonalbírók: Ivan Gyedovla Jon Killian |
| M. Bližňák T. Záborský M. Šatan | Szétlövés       | M. Raffl T. Vanek                                        |                    | Játékvezetők: Lars Brüggemann Martin Fraňo Vonalbírók: Ivan Gyedovla Jon Killian |
| 8 perc | Büntetések      | 6 perc                                                   |                    | Játékvezetők: Lars Brüggemann Martin Fraňo Vonalbírók: Ivan Gyedovla Jon Killian |
| 43 | Lövések         | 35                                                       |                    | Játékvezetők: Lars Brüggemann Martin Fraňo Vonalbírók: Ivan Gyedovla Jon Killian |
| T. Surový (M. Sersen, B. Radivojevič) – 09:00                                                                                          | 1–0             |                                                          |                    | Játékvezetők: Lars Brüggemann Martin Fraňo Vonalbírók: Ivan Gyedovla Jon Killian |
| | 1–1             | 33:17 – G. Unterluggauer (G. Baumgartner, D. Oberkofler) |                    | Játékvezetők: Lars Brüggemann Martin Fraňo Vonalbírók: Ivan Gyedovla Jon Killian |

| 2013. május 10. 20:15 | Oroszország | 2–3 (0–1, 1–2, 1–0) | Finnország | Hartwall Arena, Helsinki Nézőszám: 12383 |

| Jegyzőkönyv | Jegyzőkönyv      | Jegyzőkönyv                                   | Jegyzőkönyv  | Jegyzőkönyv                                                                          |
| --- | ---------------- | --------------------------------------------- | ------------ | ------------------------------------------------------------------------------------ |
| | Szemjon Varlamov | Kapusok                                       | Antti Raanta | Játékvezetők: Ian Croft Marcus Vinnerborg Vonalbírók: Jonathan Morisson Jesse Wilmot |
| \| \| 0–1 \| 03:22 – P. Kontiola (J. Aaltonen, S. Lepistö) \| \| A. Radulov (I. Kovalcsuk) (PP) – 23:37 \| 1–1 \| \| \| \| 1–2 \| 27:21 – P. Kontiola (S. Lepistö) \| \| \| 1–3 \| 36:00 – J. Aaltonen (J. Pesonen) (PP) \| \| I. Kovalcsuk (A. Tyerescsenko, I. Nyikulin) (EA) – 58:12 \| 2–3 \| \| |                  |                                               |              | Játékvezetők: Ian Croft Marcus Vinnerborg Vonalbírók: Jonathan Morisson Jesse Wilmot |
| 35 perc | Büntetések       | 41 perc                                       |              | Játékvezetők: Ian Croft Marcus Vinnerborg Vonalbírók: Jonathan Morisson Jesse Wilmot |
| 36 | Lövések          | 24                                            |              | Játékvezetők: Ian Croft Marcus Vinnerborg Vonalbírók: Jonathan Morisson Jesse Wilmot |
| | 0–1              | 03:22 – P. Kontiola (J. Aaltonen, S. Lepistö) |              | Játékvezetők: Ian Croft Marcus Vinnerborg Vonalbírók: Jonathan Morisson Jesse Wilmot |
| A. Radulov (I. Kovalcsuk) (PP) – 23:37 | 1–1              |                                               |              | Játékvezetők: Ian Croft Marcus Vinnerborg Vonalbírók: Jonathan Morisson Jesse Wilmot |
| | 1–2              | 27:21 – P. Kontiola (S. Lepistö)              |              | Játékvezetők: Ian Croft Marcus Vinnerborg Vonalbírók: Jonathan Morisson Jesse Wilmot |
| | 1–3              | 36:00 – J. Aaltonen (J. Pesonen) (PP)         |              |                                                                                      |
| I. Kovalcsuk (A. Tyerescsenko, I. Nyikulin) (EA) – 58:12 | 2–3              |                                               |              |                                                                                      |

| 2013. május 11. 12:15 | Egyesült Államok | 4–2 (2–0, 0–1, 2–1) | Franciaország | Hartwall Arena, Helsinki Nézőszám: 7458 |

| Jegyzőkönyv | Jegyzőkönyv | Jegyzőkönyv                                     | Jegyzőkönyv    | Jegyzőkönyv                                                                      |
| --- | ----------- | ----------------------------------------------- | -------------- | -------------------------------------------------------------------------------- |
| | Ben Bishop  | Kapusok                                         | Cristobal Huet | Játékvezetők: Lars Brüggemann Aleksi Rantala Vonalbírók: Roger Arm Johannes Käck |
| \| S. Gionta (M. Carle) – 07:08 \| 1–0 \| \| \| B. Butler (D. LeBlanc, T. Stapleton) – 17:17 \| 2–0 \| \| \| \| 2–1 \| 28:24 – K. Hecquefeuille (P-É. Bellemare) (PP2) \| \| P. Stastny (C. Smith, T. Stapleton) – 51:37 \| 3–1 \| \| \| D. Moss (J. Faulk, J. McBain) (PP) – 53:23 \| 4–1 \| \| \| \| 4–2 \| 58:30 – Y. Treille (J. Desrosiers, L. Meunier) \| |             |                                                 |                | Játékvezetők: Lars Brüggemann Aleksi Rantala Vonalbírók: Roger Arm Johannes Käck |
| 8 perc | Büntetések  | 12 perc                                         |                | Játékvezetők: Lars Brüggemann Aleksi Rantala Vonalbírók: Roger Arm Johannes Käck |
| 36 | Lövések     | 17                                              |                | Játékvezetők: Lars Brüggemann Aleksi Rantala Vonalbírók: Roger Arm Johannes Käck |
| S. Gionta (M. Carle) – 07:08 | 1–0         |                                                 |                | Játékvezetők: Lars Brüggemann Aleksi Rantala Vonalbírók: Roger Arm Johannes Käck |
| B. Butler (D. LeBlanc, T. Stapleton) – 17:17 | 2–0         |                                                 |                | Játékvezetők: Lars Brüggemann Aleksi Rantala Vonalbírók: Roger Arm Johannes Käck |
| | 2–1         | 28:24 – K. Hecquefeuille (P-É. Bellemare) (PP2) |                | Játékvezetők: Lars Brüggemann Aleksi Rantala Vonalbírók: Roger Arm Johannes Käck |
| P. Stastny (C. Smith, T. Stapleton) – 51:37 | 3–1         |                                                 |                |                                                                                  |
| D. Moss (J. Faulk, J. McBain) (PP) – 53:23 | 4–1         |                                                 |                |                                                                                  |
| | 4–2         | 58:30 – Y. Treille (J. Desrosiers, L. Meunier)  |                |                                                                                  |

| 2013. május 11. 16:15 | Finnország | 7–2 (2–0, 1–0, 4–2) | Ausztria | Hartwall Arena, Helsinki Nézőszám: 12121 |

| Jegyzőkönyv | Jegyzőkönyv | Jegyzőkönyv                                 | Jegyzőkönyv        | Jegyzőkönyv                                                                           |
| --- | ----------- | ------------------------------------------- | ------------------ | ------------------------------------------------------------------------------------- |
| | Joni Ortio  | Kapusok                                     | Bernhard Starkbaum | Játékvezetők: Vjacseszlav Bulanov Derek Zalaski Vonalbírók: Petr Blumel Sirko Hunnius |
| \| A. Pihlström (O. Väänänen, J. Jalasvaara) – 04:13 \| 1–0 \| \| \| V-M. Savinainen (P. Kontiola, J. Aaltonen) – 08:18 \| 2–0 \| \| \| P. Kontiola (S. Lepistö) (PP2) – 27:48 \| 3–0 \| \| \| \| 3–1 \| 40:38 – R. Lukas (T. Vanek) (SH) \| \| \| 3–2 \| 42:46 – R. Herburger (T. Hundertpfund) (SH) \| \| L. Korpikoski (J. Koskiranta, T. Laakso) (PP) – 49:46 \| 4–2 \| \| \| N. Hagman (J-P. Hytönen, M. Anttila) (PP) – 50:22 \| 5–2 \| \| \| J. Koskiranta (L. Korpikoski) – 55:23 \| 6–2 \| \| \| V-M. Savinainen (P. Kontiola, J. Aaltonen) (PP) – 57:21 \| 7–2 \| \| |             |                                             |                    | Játékvezetők: Vjacseszlav Bulanov Derek Zalaski Vonalbírók: Petr Blumel Sirko Hunnius |
| 4 perc | Büntetések  | 41 perc                                     |                    | Játékvezetők: Vjacseszlav Bulanov Derek Zalaski Vonalbírók: Petr Blumel Sirko Hunnius |
| 43 | Lövések     | 18                                          |                    | Játékvezetők: Vjacseszlav Bulanov Derek Zalaski Vonalbírók: Petr Blumel Sirko Hunnius |
| A. Pihlström (O. Väänänen, J. Jalasvaara) – 04:13 | 1–0         |                                             |                    | Játékvezetők: Vjacseszlav Bulanov Derek Zalaski Vonalbírók: Petr Blumel Sirko Hunnius |
| V-M. Savinainen (P. Kontiola, J. Aaltonen) – 08:18 | 2–0         |                                             |                    | Játékvezetők: Vjacseszlav Bulanov Derek Zalaski Vonalbírók: Petr Blumel Sirko Hunnius |
| P. Kontiola (S. Lepistö) (PP2) – 27:48 | 3–0         |                                             |                    | Játékvezetők: Vjacseszlav Bulanov Derek Zalaski Vonalbírók: Petr Blumel Sirko Hunnius |
| | 3–1         | 40:38 – R. Lukas (T. Vanek) (SH)            |                    |                                                                                       |
| | 3–2         | 42:46 – R. Herburger (T. Hundertpfund) (SH) |                    |                                                                                       |
| L. Korpikoski (J. Koskiranta, T. Laakso) (PP) – 49:46 | 4–2         |                                             |                    |                                                                                       |
| N. Hagman (J-P. Hytönen, M. Anttila) (PP) – 50:22 | 5–2         |                                             |                    |                                                                                       |
| J. Koskiranta (L. Korpikoski) – 55:23 | 6–2         |                                             |                    |                                                                                       |
| V-M. Savinainen (P. Kontiola, J. Aaltonen) (PP) – 57:21 | 7–2         |                                             |                    |                                                                                       |

| 2013. május 11. 20:15 | Németország | 2–0 (0–0, 1–0, 1–0) | Lettország | Hartwall Arena, Helsinki Nézőszám: 9199 |

| Jegyzőkönyv | Jegyzőkönyv | Jegyzőkönyv | Jegyzőkönyv         | Jegyzőkönyv                                                             |
| --- | ----------- | ----------- | ------------------- | ----------------------------------------------------------------------- |
| | Rob Zepp    | Kapusok     | Kristers Gudļevskis | Játékvezetők: Ian Croft Bren Reiber Vonalbírók: Jon Kilian Jesse Wilmot |
| \| C. Ullmann (P. Gogulla, M. Wolf) – 28:05 \| 1–0 \| \| \| P. Hager (C. Ehrhoff, M. Goc) – 43:05 \| 2–0 \| \| |             |             |                     | Játékvezetők: Ian Croft Bren Reiber Vonalbírók: Jon Kilian Jesse Wilmot |
| 10 perc | Büntetések  | 31 perc     |                     | Játékvezetők: Ian Croft Bren Reiber Vonalbírók: Jon Kilian Jesse Wilmot |
| 34 | Lövések     | 26          |                     | Játékvezetők: Ian Croft Bren Reiber Vonalbírók: Jon Kilian Jesse Wilmot |
| C. Ullmann (P. Gogulla, M. Wolf) – 28:05                                                                       | 1–0         |             |                     | Játékvezetők: Ian Croft Bren Reiber Vonalbírók: Jon Kilian Jesse Wilmot |
| P. Hager (C. Ehrhoff, M. Goc) – 43:05                                                                          | 2–0         |             |                     | Játékvezetők: Ian Croft Bren Reiber Vonalbírók: Jon Kilian Jesse Wilmot |

| 2013. május 12. 16:15 | Egyesült Államok | 3–0 (2–0, 0–0, 1–0) | Németország | Hartwall Arena, Helsinki Nézőszám: 11057 |

| Jegyzőkönyv | Jegyzőkönyv | Jegyzőkönyv | Jegyzőkönyv   | Jegyzőkönyv                                                                                  |
| --- | ----------- | ----------- | ------------- | -------------------------------------------------------------------------------------------- |
| | John Gibson | Kapusok     | Dennis Endras | Játékvezetők: Vjacseszlav Bulanov Konsztantyin Olenyin Vonalbírók: Petr Blumel Ivan Gyedovla |
| \| B. Butler (J. Faulk, C. Smith) (PP) – 02:39 \| 1–0 \| \| \| P. Stastny (E. Johnson) – 04:53 \| 2–0 \| \| \| S. Gionta (N. Thompson, M. Hunwick) – 51:27 \| 3–0 \| \| |             |             |               | Játékvezetők: Vjacseszlav Bulanov Konsztantyin Olenyin Vonalbírók: Petr Blumel Ivan Gyedovla |
| 12 perc | Büntetések  | 8 perc      |               | Játékvezetők: Vjacseszlav Bulanov Konsztantyin Olenyin Vonalbírók: Petr Blumel Ivan Gyedovla |
| 29 | Lövések     | 30          |               | Játékvezetők: Vjacseszlav Bulanov Konsztantyin Olenyin Vonalbírók: Petr Blumel Ivan Gyedovla |
| B. Butler (J. Faulk, C. Smith) (PP) – 02:39 | 1–0         |             |               | Játékvezetők: Vjacseszlav Bulanov Konsztantyin Olenyin Vonalbírók: Petr Blumel Ivan Gyedovla |
| P. Stastny (E. Johnson) – 04:53 | 2–0         |             |               | Játékvezetők: Vjacseszlav Bulanov Konsztantyin Olenyin Vonalbírók: Petr Blumel Ivan Gyedovla |
| S. Gionta (N. Thompson, M. Hunwick) – 51:27 | 3–0         |             |               | Játékvezetők: Vjacseszlav Bulanov Konsztantyin Olenyin Vonalbírók: Petr Blumel Ivan Gyedovla |

| 2013. május 12. 20:15 | Szlovákia | 1–3 (0–0, 1–2, 0–1) | Oroszország | Hartwall Arena, Helsinki Nézőszám: 4041 |

| Jegyzőkönyv | Jegyzőkönyv    | Jegyzőkönyv                                        | Jegyzőkönyv    | Jegyzőkönyv                                                                      |
| --- | -------------- | -------------------------------------------------- | -------------- | -------------------------------------------------------------------------------- |
| | Jaroslav Janus | Kapusok                                            | Ilja Brizgalov | Játékvezetők: Daniel Piechaczek Brent Reiber Vonalbírók: Roger Arm Sirko Hunnius |
| \| \| 0–1 \| 25:36 – A. Radulov (J. Medvegyev) (PP) \| \| \| 0–2 \| 31:44 – I. Kovalcsuk (A. Radulov, A. Tyerescsenko) \| \| B. Radivojevič (SH) – 39:44 \| 1–2 \| \| \| \| 1–3 \| 44:48 – Gy. Gyenyiszov \| |                |                                                    |                | Játékvezetők: Daniel Piechaczek Brent Reiber Vonalbírók: Roger Arm Sirko Hunnius |
| 10 perc | Büntetések     | 8 perc                                             |                | Játékvezetők: Daniel Piechaczek Brent Reiber Vonalbírók: Roger Arm Sirko Hunnius |
| 24 | Lövések        | 23                                                 |                | Játékvezetők: Daniel Piechaczek Brent Reiber Vonalbírók: Roger Arm Sirko Hunnius |
| | 0–1            | 25:36 – A. Radulov (J. Medvegyev) (PP)             |                | Játékvezetők: Daniel Piechaczek Brent Reiber Vonalbírók: Roger Arm Sirko Hunnius |
| | 0–2            | 31:44 – I. Kovalcsuk (A. Radulov, A. Tyerescsenko) |                | Játékvezetők: Daniel Piechaczek Brent Reiber Vonalbírók: Roger Arm Sirko Hunnius |
| B. Radivojevič (SH) – 39:44 | 1–2            |                                                    |                | Játékvezetők: Daniel Piechaczek Brent Reiber Vonalbírók: Roger Arm Sirko Hunnius |
| | 1–3            | 44:48 – Gy. Gyenyiszov                             |                |                                                                                  |

| 2013. május 13. 16:15 | Lettország | 3–1 (1–0, 1–0, 1–1) | Franciaország | Hartwall Arena, Helsinki Nézőszám: 2204 |

| Jegyzőkönyv | Jegyzőkönyv         | Jegyzőkönyv                                          | Jegyzőkönyv    | Jegyzőkönyv                                                                                |
| --- | ------------------- | ---------------------------------------------------- | -------------- | ------------------------------------------------------------------------------------------ |
| | Kristers Gudļevskis | Kapusok                                              | Cristobal Huet | Játékvezetők: Vladimír Baluška Lars Brüggemann Vonalbírók: Johannes Käck Jonathan Morisson |
| \| M. Cipulis (J. Sprukts, R. Freibergs) (PP) – 14:52 \| 1–0 \| \| \| J. Sprukts (M. Cipulis) – 25:07 \| 2–0 \| \| \| \| 2–1 \| 43:27 – J. Desrosiers (Y. Treille, K. Hecquefeuille) \| \| L. Dārziņš (J. Sprukts) – 56:24 \| 3–1 \| \| |                     |                                                      |                | Játékvezetők: Vladimír Baluška Lars Brüggemann Vonalbírók: Johannes Käck Jonathan Morisson |
| 20 perc | Büntetések          | 6 perc                                               |                | Játékvezetők: Vladimír Baluška Lars Brüggemann Vonalbírók: Johannes Käck Jonathan Morisson |
| 26 | Lövések             | 30                                                   |                | Játékvezetők: Vladimír Baluška Lars Brüggemann Vonalbírók: Johannes Käck Jonathan Morisson |
| M. Cipulis (J. Sprukts, R. Freibergs) (PP) – 14:52 | 1–0                 |                                                      |                | Játékvezetők: Vladimír Baluška Lars Brüggemann Vonalbírók: Johannes Käck Jonathan Morisson |
| J. Sprukts (M. Cipulis) – 25:07 | 2–0                 |                                                      |                | Játékvezetők: Vladimír Baluška Lars Brüggemann Vonalbírók: Johannes Käck Jonathan Morisson |
| | 2–1                 | 43:27 – J. Desrosiers (Y. Treille, K. Hecquefeuille) |                | Játékvezetők: Vladimír Baluška Lars Brüggemann Vonalbírók: Johannes Käck Jonathan Morisson |
| L. Dārziņš (J. Sprukts) – 56:24 | 3–1                 |                                                      |                |                                                                                            |

| 2013. május 13. 20:15 | Ausztria | 4–8 (3–3, 1–3, 0–2) | Oroszország | Hartwall Arena, Helsinki Nézőszám: 4455 |

| Jegyzőkönyv | Jegyzőkönyv                    | Jegyzőkönyv                                            | Jegyzőkönyv      | Jegyzőkönyv                                                                 |
| --- | ------------------------------ | ------------------------------------------------------ | ---------------- | --------------------------------------------------------------------------- |
| | Rene Swette Bernhard Starkbaum | Kapusok                                                | Szemjon Varlamov | Játékvezetők: Ian Croft Aleksi Rantala Vonalbírók: Jon Killian Jesse Wilmot |
| \| \| 0–1 \| 01:25 – A. Perezsogin (Sz. Mozjakin, A. Popov) \| \| \| 0–2 \| 08:15 – I. Kovalcsuk (A. Radulov) \| \| M. Iberer (R. Lukas) – 08:53 \| 1–2 \| \| \| T. Vanek (T. Pöck, M. Raffl) (PP) – 09:08 \| 2–2 \| \| \| M. Raffl (T. Vanek, T. Hundertpfund) (PP) – 15:56 \| 3–2 \| \| \| \| 3–3 \| 18:32 – I. Nyikulin (J. Medvegyev, I. Kovalcsuk) (PP2) \| \| \| 3–4 \| 24:50 – A. Radulov (I. Kovalcsuk) (PP) \| \| F. Iberer (G. Baumgartner, M. Altmann) – 27:51 \| 4–4 \| \| \| \| 4–5 \| 31:07 – Sz. Mozjakin (I. Nyikulin, A. Popov) \| \| \| 4–6 \| 37:19 – Sz. Szoin (Gy. Kokarev) (SH) \| \| \| 4–7 \| 41:36 – Ny. Zajcev (K. Petrov) \| \| \| 4–8 \| 49:38 – J. Kuznyecov (K. Petrov, A. Belov) \| |                                |                                                        |                  | Játékvezetők: Ian Croft Aleksi Rantala Vonalbírók: Jon Killian Jesse Wilmot |
| 18 perc | Büntetések                     | 12 perc                                                |                  | Játékvezetők: Ian Croft Aleksi Rantala Vonalbírók: Jon Killian Jesse Wilmot |
| 36 | Lövések                        | 18                                                     |                  | Játékvezetők: Ian Croft Aleksi Rantala Vonalbírók: Jon Killian Jesse Wilmot |
| | 0–1                            | 01:25 – A. Perezsogin (Sz. Mozjakin, A. Popov)         |                  | Játékvezetők: Ian Croft Aleksi Rantala Vonalbírók: Jon Killian Jesse Wilmot |
| | 0–2                            | 08:15 – I. Kovalcsuk (A. Radulov)                      |                  | Játékvezetők: Ian Croft Aleksi Rantala Vonalbírók: Jon Killian Jesse Wilmot |
| M. Iberer (R. Lukas) – 08:53 | 1–2                            |                                                        |                  | Játékvezetők: Ian Croft Aleksi Rantala Vonalbírók: Jon Killian Jesse Wilmot |
| T. Vanek (T. Pöck, M. Raffl) (PP) – 09:08 | 2–2                            |                                                        |                  |                                                                             |
| M. Raffl (T. Vanek, T. Hundertpfund) (PP) – 15:56 | 3–2                            |                                                        |                  |                                                                             |
| | 3–3                            | 18:32 – I. Nyikulin (J. Medvegyev, I. Kovalcsuk) (PP2) |                  |                                                                             |
| | 3–4                            | 24:50 – A. Radulov (I. Kovalcsuk) (PP)                 |                  |                                                                             |
| F. Iberer (G. Baumgartner, M. Altmann) – 27:51 | 4–4                            |                                                        |                  |                                                                             |
| | 4–5                            | 31:07 – Sz. Mozjakin (I. Nyikulin, A. Popov)           |                  |                                                                             |
| | 4–6                            | 37:19 – Sz. Szoin (Gy. Kokarev) (SH)                   |                  |                                                                             |
| | 4–7                            | 41:36 – Ny. Zajcev (K. Petrov)                         |                  |                                                                             |
| | 4–8                            | 49:38 – J. Kuznyecov (K. Petrov, A. Belov)             |                  |                                                                             |

| 2013. május 14. 12:15 | Szlovákia | 4–1 (2–0, 1–1, 1–0) | Egyesült Államok | Hartwall Arena, Helsinki Nézőszám: 9262 |

| Jegyzőkönyv | Jegyzőkönyv     | Jegyzőkönyv                  | Jegyzőkönyv | Jegyzőkönyv                                                                               |
| --- | --------------- | ---------------------------- | ----------- | ----------------------------------------------------------------------------------------- |
| | Rastislav Staňa | Kapusok                      | Ben Bishop  | Játékvezetők: Konsztantyin Olenyin Aleksi Rantala Vonalbírók: Ivan Gyedovla Johannes Käck |
| \| B. Radivojevič (T. Kopecký) – 00:15 \| 1–0 \| \| \| M. Bartek (M. Šatan) – 03:44 \| 2–0 \| \| \| R. Vydarený (T. Záborský, R. Kukumberg) (PP) – 30:48 \| 3–0 \| \| \| \| 3–1 \| 39:14 – D. Kristo (M. Carle) \| \| M. Daňo (M. Šatan) (ENG) – 58:36 \| 4–1 \| \| |                 |                              |             | Játékvezetők: Konsztantyin Olenyin Aleksi Rantala Vonalbírók: Ivan Gyedovla Johannes Käck |
| 4 perc | Büntetések      | 20 perc                      |             | Játékvezetők: Konsztantyin Olenyin Aleksi Rantala Vonalbírók: Ivan Gyedovla Johannes Käck |
| 26 | Lövések         | 21                           |             | Játékvezetők: Konsztantyin Olenyin Aleksi Rantala Vonalbírók: Ivan Gyedovla Johannes Käck |
| B. Radivojevič (T. Kopecký) – 00:15 | 1–0             |                              |             | Játékvezetők: Konsztantyin Olenyin Aleksi Rantala Vonalbírók: Ivan Gyedovla Johannes Käck |
| M. Bartek (M. Šatan) – 03:44 | 2–0             |                              |             | Játékvezetők: Konsztantyin Olenyin Aleksi Rantala Vonalbírók: Ivan Gyedovla Johannes Käck |
| R. Vydarený (T. Záborský, R. Kukumberg) (PP) – 30:48 | 3–0             |                              |             | Játékvezetők: Konsztantyin Olenyin Aleksi Rantala Vonalbírók: Ivan Gyedovla Johannes Käck |
| | 3–1             | 39:14 – D. Kristo (M. Carle) |             |                                                                                           |
| M. Daňo (M. Šatan) (ENG) – 58:36 | 4–1             |                              |             |                                                                                           |

| 2013. május 14. 16:15 | Franciaország | 2–3 (h.u.) (1–1, 1–0, 0–1) (h.u.: 0–1) | Németország | Hartwall Arena, Helsinki Nézőszám: 5062 |

| Jegyzőkönyv | Jegyzőkönyv    | Jegyzőkönyv                                         | Jegyzőkönyv | Jegyzőkönyv                                                                           |
| --- | -------------- | --------------------------------------------------- | ----------- | ------------------------------------------------------------------------------------- |
| | Cristobal Huet | Kapusok                                             | Rob Zepp    | Játékvezetők: Vladimír Baluška Brent Reiber Vonalbírók: Petr Blumel Jonathan Morisson |
| \| J. Desrosiers (N. Besch, Y. Treille) (PP) – 01:42 \| 1–0 \| \| \| \| 1–1 \| 17:32 – C. Ehrhoff (C. Ullmann, T. Greilinger) (PP) \| \| A. Roussel – 34:57 \| 2–1 \| \| \| \| 2–2 \| 41:24 – M. Wolf (F. Hördler) \| \| \| 2–3 \| 61:05 – C. Ehrhoff (M. Goc) \| |                |                                                     |             | Játékvezetők: Vladimír Baluška Brent Reiber Vonalbírók: Petr Blumel Jonathan Morisson |
| 24 perc | Büntetések     | 4 perc                                              |             | Játékvezetők: Vladimír Baluška Brent Reiber Vonalbírók: Petr Blumel Jonathan Morisson |
| 29 | Lövések        | 36                                                  |             | Játékvezetők: Vladimír Baluška Brent Reiber Vonalbírók: Petr Blumel Jonathan Morisson |
| J. Desrosiers (N. Besch, Y. Treille) (PP) – 01:42 | 1–0            |                                                     |             | Játékvezetők: Vladimír Baluška Brent Reiber Vonalbírók: Petr Blumel Jonathan Morisson |
| | 1–1            | 17:32 – C. Ehrhoff (C. Ullmann, T. Greilinger) (PP) |             | Játékvezetők: Vladimír Baluška Brent Reiber Vonalbírók: Petr Blumel Jonathan Morisson |
| A. Roussel – 34:57 | 2–1            |                                                     |             | Játékvezetők: Vladimír Baluška Brent Reiber Vonalbírók: Petr Blumel Jonathan Morisson |
| | 2–2            | 41:24 – M. Wolf (F. Hördler)                        |             |                                                                                       |
| | 2–3            | 61:05 – C. Ehrhoff (M. Goc)                         |             |                                                                                       |

| 2013. május 14. 20:15 | Lettország | 2–3 (h.u.) (1–1, 1–0, 0–1) (h.u.: 0–1) | Finnország | Hartwall Arena, Helsinki Nézőszám: 12289 |

| Jegyzőkönyv | Jegyzőkönyv         | Jegyzőkönyv                                        | Jegyzőkönyv  | Jegyzőkönyv                                                                             |
| --- | ------------------- | -------------------------------------------------- | ------------ | --------------------------------------------------------------------------------------- |
| | Kristers Gudļevskis | Kapusok                                            | Antti Raanta | Játékvezetők: Vjacseszlav Bulanov Daniel Piechaczek Vonalbírók: Roger Arm Sirko Hunnius |
| \| G. Meija (A. Džeriņš, K. Jass) – 08:19 \| 1–0 \| \| \| \| 1–1 \| 09:18 – S. Salminen (L. Korpikoski, T. Mäntylä) \| \| \| 1–2 \| 30:25 – M. Granlund (S. Salminen, T. Laakso) \| \| R. Jekimovs (G. Meija, A. Džeriņš) – 56:13 \| 2–2 \| \| \| \| 2–3 \| 63:46 – A. Pihlström (V-M. Savinainen, T. Mäntylä) \| |                     |                                                    |              | Játékvezetők: Vjacseszlav Bulanov Daniel Piechaczek Vonalbírók: Roger Arm Sirko Hunnius |
| 16 perc | Büntetések          | 8 perc                                             |              | Játékvezetők: Vjacseszlav Bulanov Daniel Piechaczek Vonalbírók: Roger Arm Sirko Hunnius |
| 20 | Lövések             | 29                                                 |              | Játékvezetők: Vjacseszlav Bulanov Daniel Piechaczek Vonalbírók: Roger Arm Sirko Hunnius |
| G. Meija (A. Džeriņš, K. Jass) – 08:19 | 1–0                 |                                                    |              | Játékvezetők: Vjacseszlav Bulanov Daniel Piechaczek Vonalbírók: Roger Arm Sirko Hunnius |
| | 1–1                 | 09:18 – S. Salminen (L. Korpikoski, T. Mäntylä)    |              | Játékvezetők: Vjacseszlav Bulanov Daniel Piechaczek Vonalbírók: Roger Arm Sirko Hunnius |
| | 1–2                 | 30:25 – M. Granlund (S. Salminen, T. Laakso)       |              | Játékvezetők: Vjacseszlav Bulanov Daniel Piechaczek Vonalbírók: Roger Arm Sirko Hunnius |
| R. Jekimovs (G. Meija, A. Džeriņš) – 56:13 | 2–2                 |                                                    |              |                                                                                         |
| | 2–3                 | 63:46 – A. Pihlström (V-M. Savinainen, T. Mäntylä) |              |                                                                                         |

### S csoport
| Nemzet           | M | Gy | HGy | HV | V | G+ | G- | Gk  | P  |
| ---------------- | - | -- | --- | -- | - | -- | -- | --- | -- |
| Svájc            | 7 | 6  | 1   | 0  | 0 | 29 | 10 | +19 | 20 |
| Kanada           | 7 | 5  | 1   | 1  | 0 | 25 | 10 | +15 | 18 |
| Svédország       | 7 | 5  | 0   | 0  | 2 | 17 | 11 | +6  | 15 |
| Csehország       | 7 | 3  | 1   | 0  | 3 | 19 | 12 | +7  | 11 |
| Norvégia         | 7 | 3  | 0   | 0  | 4 | 12 | 26 | −14 | 9  |
| Dánia            | 7 | 1  | 1   | 1  | 4 | 13 | 20 | −7  | 6  |
| Fehéroroszország | 7 | 1  | 0   | 0  | 6 | 10 | 21 | −11 | 3  |
| Szlovénia        | 7 | 0  | 0   | 2  | 5 | 12 | 27 | −15 | 2  |

| 2013. május 3. 16:15 | Csehország | 2–0 (1–0, 0–0, 1–0) | Fehéroroszország | Ericsson Globe, Stockholm Nézőszám: 5127 |

| Jegyzőkönyv | Jegyzőkönyv     | Jegyzőkönyv | Jegyzőkönyv        | Jegyzőkönyv                                                                                  |
| --- | --------------- | ----------- | ------------------ | -------------------------------------------------------------------------------------------- |
| | Alexander Salák | Kapusok     | Vitalij Belinszkij | Játékvezetők: Keith Kaval Daniel Piechaczek Vonalbírók: André Schrader Christopher Woodworth |
| \| J. Voráček (R. Vrbata, Z. Michálek) (PP2) – 11:03 \| 1–0 \| \| \| R. Vrbata (M. Hanzal, L. Šmíd) (PP) – 49:57 \| 2–0 \| \| |                 |             |                    | Játékvezetők: Keith Kaval Daniel Piechaczek Vonalbírók: André Schrader Christopher Woodworth |
| 6 perc | Büntetések      | 14 perc     |                    | Játékvezetők: Keith Kaval Daniel Piechaczek Vonalbírók: André Schrader Christopher Woodworth |
| 36 | Lövések         | 21          |                    | Játékvezetők: Keith Kaval Daniel Piechaczek Vonalbírók: André Schrader Christopher Woodworth |
| J. Voráček (R. Vrbata, Z. Michálek) (PP2) – 11:03                                                                             | 1–0             |             |                    | Játékvezetők: Keith Kaval Daniel Piechaczek Vonalbírók: André Schrader Christopher Woodworth |
| R. Vrbata (M. Hanzal, L. Šmíd) (PP) – 49:57                                                                                   | 2–0             |             |                    | Játékvezetők: Keith Kaval Daniel Piechaczek Vonalbírók: André Schrader Christopher Woodworth |

| 2013. május 3. 20:15 | Svédország | 2–3 (0–0, 1–2, 1–1) | Svájc | Ericsson Globe, Stockholm Nézőszám: 12 500 |

| Jegyzőkönyv | Jegyzőkönyv     | Jegyzőkönyv                            | Jegyzőkönyv   | Jegyzőkönyv                                                                   |
| --- | --------------- | -------------------------------------- | ------------- | ----------------------------------------------------------------------------- |
| | Jacob Markström | Kapusok                                | Martin Gerber | Játékvezetők: Ian Croft Jyri Rönn Vonalbírók: Sakari Suominen Miroslav Valach |
| \| \| 0–1 \| 22:52 – M. Bieber (J. Walker, E. Blum) \| \| \| 0–2 \| 28:17 – N. Niederreiter (M. Plüss) \| \| J. Fransson (N. Danielsson, L. Eriksson) (PP2) – 38:10 \| 1–2 \| \| \| \| 1–3 \| 59:27 – R. Gardner (ENG) \| \| S. Hjalmarsson (H. Tallinder) (PP2) – 59:38 \| 2–3 \| \| |                 |                                        |               | Játékvezetők: Ian Croft Jyri Rönn Vonalbírók: Sakari Suominen Miroslav Valach |
| 10 perc | Büntetések      | 14 perc                                |               | Játékvezetők: Ian Croft Jyri Rönn Vonalbírók: Sakari Suominen Miroslav Valach |
| 31 | Lövések         | 24                                     |               | Játékvezetők: Ian Croft Jyri Rönn Vonalbírók: Sakari Suominen Miroslav Valach |
| | 0–1             | 22:52 – M. Bieber (J. Walker, E. Blum) |               | Játékvezetők: Ian Croft Jyri Rönn Vonalbírók: Sakari Suominen Miroslav Valach |
| | 0–2             | 28:17 – N. Niederreiter (M. Plüss)     |               | Játékvezetők: Ian Croft Jyri Rönn Vonalbírók: Sakari Suominen Miroslav Valach |
| J. Fransson (N. Danielsson, L. Eriksson) (PP2) – 38:10 | 1–2             |                                        |               | Játékvezetők: Ian Croft Jyri Rönn Vonalbírók: Sakari Suominen Miroslav Valach |
| | 1–3             | 59:27 – R. Gardner (ENG)               |               |                                                                               |
| S. Hjalmarsson (H. Tallinder) (PP2) – 59:38 | 2–3             |                                        |               |                                                                               |

| 2013. május 4. 12:15 | Norvégia | 3–1 (2–1, 0–0, 1–0) | Szlovénia | Ericsson Globe, Stockholm Nézőszám: 3832 |

| Jegyzőkönyv | Jegyzőkönyv | Jegyzőkönyv                  | Jegyzőkönyv    | Jegyzőkönyv                                                                       |
| --- | ----------- | ---------------------------- | -------------- | --------------------------------------------------------------------------------- |
| | Lars Haugen | Kapusok                      | Robert Kristan | Játékvezetők: Vladimír Baluška Keith Kaval Vonalbírók: Jimmy Dahmen Pierre Dehaen |
| \| A. Bastiansen (K. A. Olimb) – 01:02 \| 1–0 \| \| \| A. Bastiansen (M. Olimb, K. A. Olimb) – 14:03 \| 2–0 \| \| \| \| 2–1 \| 19:43 – Z. Jeglič (R. Tičar) \| \| M. Hansen (K. Forsberg) (ENG) – 59:55 \| 3–1 \| \| |             |                              |                | Játékvezetők: Vladimír Baluška Keith Kaval Vonalbírók: Jimmy Dahmen Pierre Dehaen |
| 8 perc | Büntetések  | 10 perc                      |                | Játékvezetők: Vladimír Baluška Keith Kaval Vonalbírók: Jimmy Dahmen Pierre Dehaen |
| 25 | Lövések     | 22                           |                | Játékvezetők: Vladimír Baluška Keith Kaval Vonalbírók: Jimmy Dahmen Pierre Dehaen |
| A. Bastiansen (K. A. Olimb) – 01:02 | 1–0         |                              |                | Játékvezetők: Vladimír Baluška Keith Kaval Vonalbírók: Jimmy Dahmen Pierre Dehaen |
| A. Bastiansen (M. Olimb, K. A. Olimb) – 14:03 | 2–0         |                              |                | Játékvezetők: Vladimír Baluška Keith Kaval Vonalbírók: Jimmy Dahmen Pierre Dehaen |
| | 2–1         | 19:43 – Z. Jeglič (R. Tičar) |                | Játékvezetők: Vladimír Baluška Keith Kaval Vonalbírók: Jimmy Dahmen Pierre Dehaen |
| M. Hansen (K. Forsberg) (ENG) – 59:55 | 3–1         |                              |                |                                                                                   |

| 2013. május 4. 16:15 | Kanada | 3–1 (0–1, 2–0, 1–0) | Dánia | Ericsson Globe, Stockholm Nézőszám: 5577 |

| Jegyzőkönyv | Jegyzőkönyv  | Jegyzőkönyv                                  | Jegyzőkönyv   | Jegyzőkönyv                                                                                   |
| --- | ------------ | -------------------------------------------- | ------------- | --------------------------------------------------------------------------------------------- |
| | Devan Dubnyk | Kapusok                                      | Simon Nielsen | Játékvezetők: Lars Brüggemann Daniel Piechaczek Vonalbírók: Szergej Seljanyin Sakari Suominen |
| \| \| 0–1 \| 04:50 – M. Green (K. Staal, D. Nielsen) (PP) \| \| M. Duchene (J. Eberle) – 30:15 \| 1–1 \| \| \| S. Stamkos (E. Staal, C. Giroux) (PP) – 31:38 \| 2–1 \| \| \| M. Duchene (J. Eberle) – 47:03 \| 3–1 \| \| |              |                                              |               | Játékvezetők: Lars Brüggemann Daniel Piechaczek Vonalbírók: Szergej Seljanyin Sakari Suominen |
| 6 perc | Büntetések   | 12 perc                                      |               | Játékvezetők: Lars Brüggemann Daniel Piechaczek Vonalbírók: Szergej Seljanyin Sakari Suominen |
| 37 | Lövések      | 25                                           |               | Játékvezetők: Lars Brüggemann Daniel Piechaczek Vonalbírók: Szergej Seljanyin Sakari Suominen |
| | 0–1          | 04:50 – M. Green (K. Staal, D. Nielsen) (PP) |               | Játékvezetők: Lars Brüggemann Daniel Piechaczek Vonalbírók: Szergej Seljanyin Sakari Suominen |
| M. Duchene (J. Eberle) – 30:15 | 1–1          |                                              |               | Játékvezetők: Lars Brüggemann Daniel Piechaczek Vonalbírók: Szergej Seljanyin Sakari Suominen |
| S. Stamkos (E. Staal, C. Giroux) (PP) – 31:38 | 2–1          |                                              |               | Játékvezetők: Lars Brüggemann Daniel Piechaczek Vonalbírók: Szergej Seljanyin Sakari Suominen |
| M. Duchene (J. Eberle) – 47:03 | 3–1          |                                              |               |                                                                                               |

| 2013. május 4. 20:15 | Csehország | 1–2 (0–1, 1–1, 0–0) | Svédország | Ericsson Globe, Stockholm Nézőszám: 12 500 |

| Jegyzőkönyv | Jegyzőkönyv     | Jegyzőkönyv                                        | Jegyzőkönyv   | Jegyzőkönyv                                                                                     |
| --- | --------------- | -------------------------------------------------- | ------------- | ----------------------------------------------------------------------------------------------- |
| | Alexander Salák | Kapusok                                            | Jhonas Enroth | Játékvezetők: Vjacseszlav Bulanov Konsztantyin Olenyin Vonalbírók: Chris Carlson André Schrader |
| \| \| 0–1 \| 10:14 – J. Ericsson (M. Thörnberg, C. Järnkrok) \| \| \| 0–2 \| 23:38 – H. Tallinder (J. Lundqvist, E. Gustafsson) \| \| J. Hudler (J. Voráček, J. Tlustý) (PP) – 32:40 \| 1–2 \| \| |                 |                                                    |               | Játékvezetők: Vjacseszlav Bulanov Konsztantyin Olenyin Vonalbírók: Chris Carlson André Schrader |
| 8 perc | Büntetések      | 20 perc                                            |               | Játékvezetők: Vjacseszlav Bulanov Konsztantyin Olenyin Vonalbírók: Chris Carlson André Schrader |
| 18 | Lövések         | 39                                                 |               | Játékvezetők: Vjacseszlav Bulanov Konsztantyin Olenyin Vonalbírók: Chris Carlson André Schrader |
| | 0–1             | 10:14 – J. Ericsson (M. Thörnberg, C. Järnkrok)    |               | Játékvezetők: Vjacseszlav Bulanov Konsztantyin Olenyin Vonalbírók: Chris Carlson André Schrader |
| | 0–2             | 23:38 – H. Tallinder (J. Lundqvist, E. Gustafsson) |               | Játékvezetők: Vjacseszlav Bulanov Konsztantyin Olenyin Vonalbírók: Chris Carlson André Schrader |
| J. Hudler (J. Voráček, J. Tlustý) (PP) – 32:40 | 1–2             |                                                    |               | Játékvezetők: Vjacseszlav Bulanov Konsztantyin Olenyin Vonalbírók: Chris Carlson André Schrader |

| 2013. május 5. 12:15 | Fehéroroszország | 4–3 (1–1, 1–0, 2–2) | Szlovénia | Ericsson Globe, Stockholm Nézőszám: 1411 |

| Jegyzőkönyv | Jegyzőkönyv        | Jegyzőkönyv                                   | Jegyzőkönyv    | Jegyzőkönyv                                                                                 |
| --- | ------------------ | --------------------------------------------- | -------------- | ------------------------------------------------------------------------------------------- |
| | Vitalij Belinszkij | Kapusok                                       | Robert Kristan | Játékvezetők: Lars Brüggemann Vjacseszlav Bulanov Vonalbírók: Pierre Dehaen Miroslav Valach |
| \| \| 0–1 \| 13:28 – T. Razingar (R. Pajič, G. Kopitar) \| \| I. Kaznagyej (A. Kitarov, A. Kulakov) – 17:19 \| 1–1 \| \| \| A. Kitarov (D. Melesko) – 29:44 \| 2–1 \| \| \| \| 2–2 \| 41:06 – M. Rodman (D. Rodman) \| \| A. Filicskin (A. Sztasz) (PP) – 43:57 \| 3–2 \| \| \| \| 3–3 \| 54:52 – R. Sabolič (Ž. Jeglič, R. Tičar) (PP) \| \| A. Ugarov (I. Kaznagyej, J. Kovirsin) – 55:19 \| 4–3 \| \| |                    |                                               |                | Játékvezetők: Lars Brüggemann Vjacseszlav Bulanov Vonalbírók: Pierre Dehaen Miroslav Valach |
| 4 perc | Büntetések         | 6 perc                                        |                | Játékvezetők: Lars Brüggemann Vjacseszlav Bulanov Vonalbírók: Pierre Dehaen Miroslav Valach |
| 17 | Lövések            | 30                                            |                | Játékvezetők: Lars Brüggemann Vjacseszlav Bulanov Vonalbírók: Pierre Dehaen Miroslav Valach |
| | 0–1                | 13:28 – T. Razingar (R. Pajič, G. Kopitar)    |                | Játékvezetők: Lars Brüggemann Vjacseszlav Bulanov Vonalbírók: Pierre Dehaen Miroslav Valach |
| I. Kaznagyej (A. Kitarov, A. Kulakov) – 17:19 | 1–1                |                                               |                | Játékvezetők: Lars Brüggemann Vjacseszlav Bulanov Vonalbírók: Pierre Dehaen Miroslav Valach |
| A. Kitarov (D. Melesko) – 29:44 | 2–1                |                                               |                | Játékvezetők: Lars Brüggemann Vjacseszlav Bulanov Vonalbírók: Pierre Dehaen Miroslav Valach |
| | 2–2                | 41:06 – M. Rodman (D. Rodman)                 |                |                                                                                             |
| A. Filicskin (A. Sztasz) (PP) – 43:57 | 3–2                |                                               |                |                                                                                             |
| | 3–3                | 54:52 – R. Sabolič (Ž. Jeglič, R. Tičar) (PP) |                |                                                                                             |
| A. Ugarov (I. Kaznagyej, J. Kovirsin) – 55:19 | 4–3                |                                               |                |                                                                                             |

| 2013. május 5. 16:15 | Svájc | 3–2 (sz.) (1–0, 0–1, 1–1) (h.u.: 0–0) (sz.: 1–0) | Kanada | Ericsson Globe, Stockholm Nézőszám: 6107 |

| Jegyzőkönyv | Jegyzőkönyv   | Jegyzőkönyv                                                                       | Jegyzőkönyv | Jegyzőkönyv                                                                                             |
| --- | ------------- | --------------------------------------------------------------------------------- | ----------- | --- |
| | Martin Gerber | Kapusok                                                                           | Mike Smith  | Játékvezetők: Vladimír Baluška Konsztantyin Olenyin Vonalbírók: Szergej Seljanyin Christopher Woodworth |
| \| D. Hollenstein (J. Walker, M. Trachsler) – 13:11 \| 1–0 \| \| \| \| 1–1 \| 34:33 – A. Ladd (L. Schenn, S. Stamkos) \| \| \| 1–2 \| 47:35 – M. Read (J. Eberle) \| \| N. Niederreiter – 53:14 \| 2–2 \| \| |               |                                                                                   |             | Játékvezetők: Vladimír Baluška Konsztantyin Olenyin Vonalbírók: Szergej Seljanyin Christopher Woodworth |
| N. Niederreiter R. Suri R. Gardner M. Plüss A. Ambühl D. Hollenstein S. Bodenmann R. Suri | Szétlövés     | J. Eberle C. Giroux M. Duchene S. Stamkos M. Duchene J. Eberle M. Read M. Duchene |             | Játékvezetők: Vladimír Baluška Konsztantyin Olenyin Vonalbírók: Szergej Seljanyin Christopher Woodworth |
| 6 perc | Büntetések    | 8 perc                                                                            |             | Játékvezetők: Vladimír Baluška Konsztantyin Olenyin Vonalbírók: Szergej Seljanyin Christopher Woodworth |
| 29 | Lövések       | 21                                                                                |             | Játékvezetők: Vladimír Baluška Konsztantyin Olenyin Vonalbírók: Szergej Seljanyin Christopher Woodworth |
| D. Hollenstein (J. Walker, M. Trachsler) – 13:11 | 1–0           |                                                                                   |             | Játékvezetők: Vladimír Baluška Konsztantyin Olenyin Vonalbírók: Szergej Seljanyin Christopher Woodworth |
| | 1–1           | 34:33 – A. Ladd (L. Schenn, S. Stamkos)                                           |             | Játékvezetők: Vladimír Baluška Konsztantyin Olenyin Vonalbírók: Szergej Seljanyin Christopher Woodworth |
| | 1–2           | 47:35 – M. Read (J. Eberle)                                                       |             | |
| N. Niederreiter – 53:14 | 2–2           |                                                                                   |             | |

| 2013. május 5. 20:15 | Norvégia | 3–2 (1–0, 1–0, 1–2) | Dánia | Ericsson Globe, Stockholm Nézőszám: 3754 |

| Jegyzőkönyv | Jegyzőkönyv | Jegyzőkönyv                                     | Jegyzőkönyv       | Jegyzőkönyv                                                              |
| --- | ----------- | ----------------------------------------------- | ----------------- | ------------------------------------------------------------------------ |
| | Lars Haugen | Kapusok                                         | Patrick Galbraith | Játékvezetők: Ian Croft Jyri Rönn Vonalbírók: Chris Carlson Jimmy Dahmen |
| \| M. Trygg (M. Olimb) – 01:03 \| 1–0 \| \| \| A. Bastiansen (M. Ask, A. Bonsaksen) (EA) – 37:05 \| 2–0 \| \| \| \| 2–1 \| 45:09 – S. Lassen (Mi. Bødker, M. Christensen) \| \| \| 2–2 \| 49:58 – Ma. Bødker (Mi. Bødker, M. Christensen) \| \| P. Thoresen (P-Å. Skrøder) – 57:28 \| 3–2 \| \| |             |                                                 |                   | Játékvezetők: Ian Croft Jyri Rönn Vonalbírók: Chris Carlson Jimmy Dahmen |
| 14 perc | Büntetések  | 12 perc                                         |                   | Játékvezetők: Ian Croft Jyri Rönn Vonalbírók: Chris Carlson Jimmy Dahmen |
| 23 | Lövések     | 29                                              |                   | Játékvezetők: Ian Croft Jyri Rönn Vonalbírók: Chris Carlson Jimmy Dahmen |
| M. Trygg (M. Olimb) – 01:03 | 1–0         |                                                 |                   | Játékvezetők: Ian Croft Jyri Rönn Vonalbírók: Chris Carlson Jimmy Dahmen |
| A. Bastiansen (M. Ask, A. Bonsaksen) (EA) – 37:05 | 2–0         |                                                 |                   | Játékvezetők: Ian Croft Jyri Rönn Vonalbírók: Chris Carlson Jimmy Dahmen |
| | 2–1         | 45:09 – S. Lassen (Mi. Bødker, M. Christensen)  |                   | Játékvezetők: Ian Croft Jyri Rönn Vonalbírók: Chris Carlson Jimmy Dahmen |
| | 2–2         | 49:58 – Ma. Bødker (Mi. Bødker, M. Christensen) |                   |                                                                          |
| P. Thoresen (P-Å. Skrøder) – 57:28 | 3–2         |                                                 |                   |                                                                          |

| 2013. május 6. 16:15 | Svájc | 5–2 (1–0, 1–2, 3–0) | Csehország | Ericsson Globe, Stockholm Nézőszám: 3537 |

| Jegyzőkönyv | Jegyzőkönyv | Jegyzőkönyv                                    | Jegyzőkönyv     | Jegyzőkönyv                                                                                 |
| --- | ----------- | ---------------------------------------------- | --------------- | ------------------------------------------------------------------------------------------- |
| | Reto Berra  | Kapusok                                        | Alexander Salák | Játékvezetők: Ian Croft Jyri Petteri Ronn Vonalbírók: Sakari Suominen Christopher Woodworth |
| \| A. Ambuhl (R. Gardner, R. Josi) (PP) – 17:56 \| 1–0 \| \| \| N. Niederreiter (S. Moser, M. Pluss) – 26:36 \| 2–0 \| \| \| \| 2–1 \| 33:02 – J. Hudler (J. Tlustý, J. Voráček) (PP) \| \| \| 2–2 \| 39:12 – J. Hudler (Z. Irgl) \| \| S. Moser (M. Pluss) – 45:47 \| 3–2 \| \| \| S. Bodenmann (D. Hollenstein, L. Cunti) – 53:22 \| 4–2 \| \| \| R. Suri (J. Walker, J. Vauclair) (ENG) – 59:21 \| 5–2 \| \| |             |                                                |                 | Játékvezetők: Ian Croft Jyri Petteri Ronn Vonalbírók: Sakari Suominen Christopher Woodworth |
| 6 perc | Büntetések  | 4 perc                                         |                 | Játékvezetők: Ian Croft Jyri Petteri Ronn Vonalbírók: Sakari Suominen Christopher Woodworth |
| 31 | Lövések     | 39                                             |                 | Játékvezetők: Ian Croft Jyri Petteri Ronn Vonalbírók: Sakari Suominen Christopher Woodworth |
| A. Ambuhl (R. Gardner, R. Josi) (PP) – 17:56 | 1–0         |                                                |                 | Játékvezetők: Ian Croft Jyri Petteri Ronn Vonalbírók: Sakari Suominen Christopher Woodworth |
| N. Niederreiter (S. Moser, M. Pluss) – 26:36 | 2–0         |                                                |                 | Játékvezetők: Ian Croft Jyri Petteri Ronn Vonalbírók: Sakari Suominen Christopher Woodworth |
| | 2–1         | 33:02 – J. Hudler (J. Tlustý, J. Voráček) (PP) |                 | Játékvezetők: Ian Croft Jyri Petteri Ronn Vonalbírók: Sakari Suominen Christopher Woodworth |
| | 2–2         | 39:12 – J. Hudler (Z. Irgl)                    |                 |                                                                                             |
| S. Moser (M. Pluss) – 45:47 | 3–2         |                                                |                 |                                                                                             |
| S. Bodenmann (D. Hollenstein, L. Cunti) – 53:22 | 4–2         |                                                |                 |                                                                                             |
| R. Suri (J. Walker, J. Vauclair) (ENG) – 59:21 | 5–2         |                                                |                 |                                                                                             |

| 2013. május 6. 20:15 | Svédország | 2–1 (0–1, 1–0, 1–0) | Fehéroroszország | Ericsson Globe, Stockholm Nézőszám: 10 473 |

| Jegyzőkönyv | Jegyzőkönyv   | Jegyzőkönyv                    | Jegyzőkönyv       | Jegyzőkönyv                                                                            |
| --- | ------------- | ------------------------------ | ----------------- | -------------------------------------------------------------------------------------- |
| | Jhonas Enroth | Kapusok                        | Dmitrij Milcsakov | Játékvezetők: Keith Kaval Daniel Piechaczek Vonalbírók: André Schrader Miroslav Valach |
| \| \| 0–1 \| 17:34 – K. Kolcov (O. Gorosko) \| \| O. Lindberg (S. Kronwall) – 25:40 \| 1–1 \| \| \| F. Pettersson (J. Lundqvist) – 51:36 \| 2–1 \| \| |               |                                |                   | Játékvezetők: Keith Kaval Daniel Piechaczek Vonalbírók: André Schrader Miroslav Valach |
| 12 perc | Büntetések    | 14 perc                        |                   | Játékvezetők: Keith Kaval Daniel Piechaczek Vonalbírók: André Schrader Miroslav Valach |
| 29 | Lövések       | 21                             |                   | Játékvezetők: Keith Kaval Daniel Piechaczek Vonalbírók: André Schrader Miroslav Valach |
| | 0–1           | 17:34 – K. Kolcov (O. Gorosko) |                   | Játékvezetők: Keith Kaval Daniel Piechaczek Vonalbírók: André Schrader Miroslav Valach |
| O. Lindberg (S. Kronwall) – 25:40 | 1–1           |                                |                   | Játékvezetők: Keith Kaval Daniel Piechaczek Vonalbírók: André Schrader Miroslav Valach |
| F. Pettersson (J. Lundqvist) – 51:36 | 2–1           |                                |                   | Játékvezetők: Keith Kaval Daniel Piechaczek Vonalbírók: André Schrader Miroslav Valach |

| 2013. május 7. 16:15 | Szlovénia | 2–3 (h.u.) (1–0, 1–1, 0–1) (h.u.: 0–1) | Dánia | Ericsson Globe, Stockholm Nézőszám: 1051 |

| Jegyzőkönyv | Jegyzőkönyv    | Jegyzőkönyv                                  | Jegyzőkönyv   | Jegyzőkönyv                                                                                     |
| --- | -------------- | -------------------------------------------- | ------------- | ----------------------------------------------------------------------------------------------- |
| | Robert Kristan | Kapusok                                      | Simon Nielsen | Játékvezetők: Vladimír Baluška Konsztantyin Olenyin Vonalbírók: Pierre Dehaen Szergej Seljanyin |
| \| R. Tičar (B. Gregorc, M. Robar) – 06:11 \| 1–0 \| \| \| \| 1–1 \| 23:34 – K. Staal (M. Lauridsen, M. Madsen) \| \| R. Tičar (M. Robar, B. Gregorc) (PP) – 34:41 \| 2–1 \| \| \| \| 2–2 \| 45:58 – M. Madsen (K. Staal, J. Jensen) (PP) \| \| \| 2–3 \| 61:53 – M. Green (P. Larsen) \| |                |                                              |               | Játékvezetők: Vladimír Baluška Konsztantyin Olenyin Vonalbírók: Pierre Dehaen Szergej Seljanyin |
| 4 perc | Büntetések     | 4 perc                                       |               | Játékvezetők: Vladimír Baluška Konsztantyin Olenyin Vonalbírók: Pierre Dehaen Szergej Seljanyin |
| 17 | Lövések        | 25                                           |               | Játékvezetők: Vladimír Baluška Konsztantyin Olenyin Vonalbírók: Pierre Dehaen Szergej Seljanyin |
| R. Tičar (B. Gregorc, M. Robar) – 06:11 | 1–0            |                                              |               | Játékvezetők: Vladimír Baluška Konsztantyin Olenyin Vonalbírók: Pierre Dehaen Szergej Seljanyin |
| | 1–1            | 23:34 – K. Staal (M. Lauridsen, M. Madsen)   |               | Játékvezetők: Vladimír Baluška Konsztantyin Olenyin Vonalbírók: Pierre Dehaen Szergej Seljanyin |
| R. Tičar (M. Robar, B. Gregorc) (PP) – 34:41 | 2–1            |                                              |               | Játékvezetők: Vladimír Baluška Konsztantyin Olenyin Vonalbírók: Pierre Dehaen Szergej Seljanyin |
| | 2–2            | 45:58 – M. Madsen (K. Staal, J. Jensen) (PP) |               |                                                                                                 |
| | 2–3            | 61:53 – M. Green (P. Larsen)                 |               |                                                                                                 |

| 2013. május 7. 20:15 | Kanada | 7–1 (4–0, 1–1, 2–0) | Norvégia | Ericsson Globe, Stockholm Nézőszám: 3678 |

| Jegyzőkönyv | Jegyzőkönyv  | Jegyzőkönyv                                  | Jegyzőkönyv | Jegyzőkönyv                                                                               |
| --- | ------------ | -------------------------------------------- | ----------- | ----------------------------------------------------------------------------------------- |
| | Devan Dubnyk | Kapusok                                      | Lars Volden | Játékvezetők: Lars Brüggemann Vjacseszlav Bulanov Vonalbírók: Jimmy Dahmen André Schrader |
| \| A. Ladd (S. Stamkos) – 04:45 \| 1–0 \| \| \| J. Skinner (S. Stamkos) – 13:07 \| 2–0 \| \| \| M. Duchene (J. Eberle, S. Robidas) – 16:57 \| 3–0 \| \| \| C. Giroux (J. Schultz, S. Stamkos) (PP) – 18:04 \| 4–0 \| \| \| T. Hall (J. Eberle) – 22:28 \| 5–0 \| \| \| \| 5–1 \| 30:24 – K A. Olimb (A. Bastiansen, M. Olimb) \| \| S. Stamkos (C. Giroux, T. J. Brodie) – 44:32 \| 6–1 \| \| \| T. Hall (M. Duchene, R. O'Reilly) – 52:35 \| 7–1 \| \| |              |                                              |             | Játékvezetők: Lars Brüggemann Vjacseszlav Bulanov Vonalbírók: Jimmy Dahmen André Schrader |
| 6 perc | Büntetések   | 12 perc                                      |             | Játékvezetők: Lars Brüggemann Vjacseszlav Bulanov Vonalbírók: Jimmy Dahmen André Schrader |
| 36 | Lövések      | 14                                           |             | Játékvezetők: Lars Brüggemann Vjacseszlav Bulanov Vonalbírók: Jimmy Dahmen André Schrader |
| A. Ladd (S. Stamkos) – 04:45 | 1–0          |                                              |             | Játékvezetők: Lars Brüggemann Vjacseszlav Bulanov Vonalbírók: Jimmy Dahmen André Schrader |
| J. Skinner (S. Stamkos) – 13:07 | 2–0          |                                              |             | Játékvezetők: Lars Brüggemann Vjacseszlav Bulanov Vonalbírók: Jimmy Dahmen André Schrader |
| M. Duchene (J. Eberle, S. Robidas) – 16:57 | 3–0          |                                              |             | Játékvezetők: Lars Brüggemann Vjacseszlav Bulanov Vonalbírók: Jimmy Dahmen André Schrader |
| C. Giroux (J. Schultz, S. Stamkos) (PP) – 18:04 | 4–0          |                                              |             |                                                                                           |
| T. Hall (J. Eberle) – 22:28 | 5–0          |                                              |             |                                                                                           |
| | 5–1          | 30:24 – K A. Olimb (A. Bastiansen, M. Olimb) |             |                                                                                           |
| S. Stamkos (C. Giroux, T. J. Brodie) – 44:32 | 6–1          |                                              |             |                                                                                           |
| T. Hall (M. Duchene, R. O'Reilly) – 52:35 | 7–1          |                                              |             |                                                                                           |

| 2013. május 8. 16:15 | Szlovénia | 1–7 (1–3, 0–3, 0–1) | Svájc | Ericsson Globe, Stockholm Nézőszám: 2132 |

| Jegyzőkönyv | Jegyzőkönyv                   | Jegyzőkönyv                                          | Jegyzőkönyv   | Jegyzőkönyv                                                                         |
| --- | ----------------------------- | ---------------------------------------------------- | ------------- | ----------------------------------------------------------------------------------- |
| | Andrej Hočevar Robert Kristan | Kapusok                                              | Martin Gerber | Játékvezetők: Antonín Jeřábek Keith Kaval Vonalbírók: Chris Carlson Miroslav Valach |
| \| R. Pajič (Ž. Pavlin, K. Pretnar) – 06:13 \| 1–0 \| \| \| \| 1–1 \| 14:59 – S. Bodenmann (L. Cunti, D. Hollenstein) \| \| \| 1–2 \| 17:39 – L. Cunti (S. Bodenmann, D. Hollenstein) (PP) \| \| \| 1–3 \| 19:23 – D. Hollenstein (S. Bodenmann, L. Cunti) (PP) \| \| \| 1–4 \| 31:20 – D. Hollenstein (J. Vauclair, J. Walker) \| \| \| 1–5 \| 35:02 – S. Moser (M. Plüss, N. Niederreiter) (PP) \| \| \| 1–6 \| 39:53 – A. Ambühl (R. Suri) \| \| \| 1–7 \| 44:05 – R. Suri (A. Ambühl, R. Gardner) \| |                               |                                                      |               | Játékvezetők: Antonín Jeřábek Keith Kaval Vonalbírók: Chris Carlson Miroslav Valach |
| 8 perc | Büntetések                    | 4 perc                                               |               | Játékvezetők: Antonín Jeřábek Keith Kaval Vonalbírók: Chris Carlson Miroslav Valach |
| 14 | Lövések                       | 38                                                   |               | Játékvezetők: Antonín Jeřábek Keith Kaval Vonalbírók: Chris Carlson Miroslav Valach |
| R. Pajič (Ž. Pavlin, K. Pretnar) – 06:13 | 1–0                           |                                                      |               | Játékvezetők: Antonín Jeřábek Keith Kaval Vonalbírók: Chris Carlson Miroslav Valach |
| | 1–1                           | 14:59 – S. Bodenmann (L. Cunti, D. Hollenstein)      |               | Játékvezetők: Antonín Jeřábek Keith Kaval Vonalbírók: Chris Carlson Miroslav Valach |
| | 1–2                           | 17:39 – L. Cunti (S. Bodenmann, D. Hollenstein) (PP) |               | Játékvezetők: Antonín Jeřábek Keith Kaval Vonalbírók: Chris Carlson Miroslav Valach |
| | 1–3                           | 19:23 – D. Hollenstein (S. Bodenmann, L. Cunti) (PP) |               |                                                                                     |
| | 1–4                           | 31:20 – D. Hollenstein (J. Vauclair, J. Walker)      |               |                                                                                     |
| | 1–5                           | 35:02 – S. Moser (M. Plüss, N. Niederreiter) (PP)    |               |                                                                                     |
| | 1–6                           | 39:53 – A. Ambühl (R. Suri)                          |               |                                                                                     |
| | 1–7                           | 44:05 – R. Suri (A. Ambühl, R. Gardner)              |               |                                                                                     |

| 2013. május 8. 20:15 | Norvégia | 1–5 (0–2, 1–0, 0–3) | Svédország | Ericsson Globe, Stockholm Nézőszám: 12 293 |

| Jegyzőkönyv | Jegyzőkönyv | Jegyzőkönyv                                              | Jegyzőkönyv     | Jegyzőkönyv                                                                        |
| --- | ----------- | -------------------------------------------------------- | --------------- | ---------------------------------------------------------------------------------- |
| | Lars Haugen | Kapusok                                                  | Jacob Markström | Játékvezetők: Vladimír Baluška Matt Kirk Vonalbírók: Pierre Dehaen Sakari Suominen |
| \| \| 0–1 \| 09:26 – G. Landeskog (D. Axelsson, J. Fransson) \| \| \| 0–2 \| 14:00 – L. Eriksson (N. Persson, D. Axelsson) \| \| M. Holtet – 31:53 \| 1–2 \| \| \| \| 1–3 \| 44:11 – A. Jämtin (J. Fransson) \| \| \| 1–4 \| 44:59 – E. Fälth (D. Axelsson, N. Persson) \| \| \| 1–5 \| 56:33 – G. Landeskog (S. Hjalmarsson, L. Eriksson) (ENG) \| |             |                                                          |                 | Játékvezetők: Vladimír Baluška Matt Kirk Vonalbírók: Pierre Dehaen Sakari Suominen |
| 16 perc | Büntetések  | 16 perc                                                  |                 | Játékvezetők: Vladimír Baluška Matt Kirk Vonalbírók: Pierre Dehaen Sakari Suominen |
| 21 | Lövések     | 48                                                       |                 | Játékvezetők: Vladimír Baluška Matt Kirk Vonalbírók: Pierre Dehaen Sakari Suominen |
| | 0–1         | 09:26 – G. Landeskog (D. Axelsson, J. Fransson)          |                 | Játékvezetők: Vladimír Baluška Matt Kirk Vonalbírók: Pierre Dehaen Sakari Suominen |
| | 0–2         | 14:00 – L. Eriksson (N. Persson, D. Axelsson)            |                 | Játékvezetők: Vladimír Baluška Matt Kirk Vonalbírók: Pierre Dehaen Sakari Suominen |
| M. Holtet – 31:53 | 1–2         |                                                          |                 | Játékvezetők: Vladimír Baluška Matt Kirk Vonalbírók: Pierre Dehaen Sakari Suominen |
| | 1–3         | 44:11 – A. Jämtin (J. Fransson)                          |                 |                                                                                    |
| | 1–4         | 44:59 – E. Fälth (D. Axelsson, N. Persson)               |                 |                                                                                    |
| | 1–5         | 56:33 – G. Landeskog (S. Hjalmarsson, L. Eriksson) (ENG) |                 |                                                                                    |

| 2013. május 9. 16:15 | Csehország | 2–1 (sz.) (0–0, 0–0, 1–1) (h.u.: 0–0) (sz.: 1–0) | Dánia | Ericsson Globe, Stockholm Nézőszám: 3359 |

| Jegyzőkönyv                                                                                             | Jegyzőkönyv    | Jegyzőkönyv                                                 | Jegyzőkönyv   | Jegyzőkönyv                                                                             |
| --- | -------------- | ----------------------------------------------------------- | ------------- | --------------------------------------------------------------------------------------- |
| | Ondřej Pavelec | Kapusok                                                     | Simon Nielsen | Játékvezetők: Morgan Johansson Daniel Piechaczek Vonalbírók: Chris Carlson Jimmy Dahmen |
| \| Z. Michálek (P. Hubáček, L. Šmíd) – 45:53 \| 1–0 \| \| \| \| 1–1 \| 55:55 – M. Poulsen (K. Staal) \| |                |                                                             |               | Játékvezetők: Morgan Johansson Daniel Piechaczek Vonalbírók: Chris Carlson Jimmy Dahmen |
| J. Kovář R. Vrbata J. Hudler J. Hudler Z. Irgl Z. Irgl                                                  | Szétlövés      | M. Bødker K. Staal M. Green M. Bødker M. Madsen J. Jakobsen |               | Játékvezetők: Morgan Johansson Daniel Piechaczek Vonalbírók: Chris Carlson Jimmy Dahmen |
| 6 perc                                                                                                  | Büntetések     | 14 perc                                                     |               | Játékvezetők: Morgan Johansson Daniel Piechaczek Vonalbírók: Chris Carlson Jimmy Dahmen |
| 32 | Lövések        | 19                                                          |               | Játékvezetők: Morgan Johansson Daniel Piechaczek Vonalbírók: Chris Carlson Jimmy Dahmen |
| Z. Michálek (P. Hubáček, L. Šmíd) – 45:53                                                               | 1–0            |                                                             |               | Játékvezetők: Morgan Johansson Daniel Piechaczek Vonalbírók: Chris Carlson Jimmy Dahmen |
| | 1–1            | 55:55 – M. Poulsen (K. Staal)                               |               | Játékvezetők: Morgan Johansson Daniel Piechaczek Vonalbírók: Chris Carlson Jimmy Dahmen |

| 2013. május 9. 20:15 | Svédország | 0–3 (0–1, 0–2, 0–0) | Kanada | Ericsson Globe, Stockholm Nézőszám: 12500 |

| Jegyzőkönyv | Jegyzőkönyv                   | Jegyzőkönyv                                       | Jegyzőkönyv | Jegyzőkönyv                                                                                      |
| --- | ----------------------------- | ------------------------------------------------- | ----------- | ------------------------------------------------------------------------------------------------ |
| | Jhonas Enroth Jacob Markström | Kapusok                                           | Mike Smith  | Játékvezetők: Konsztantyin Olenyin Jyri Rönn Vonalbírók: Szergej Seljanyin Christopher Woodworth |
| \| \| 0–1 \| 08:56 – S. Stamkos (B. Campbell, J. Schultz) (PP) \| \| \| 0–2 \| 20:55 – L. Schenn (M. Read, E. Staal) \| \| \| 0–3 \| 33:00 – J. Staal (R. O'Reilly, M. Read) \| |                               |                                                   |             | Játékvezetők: Konsztantyin Olenyin Jyri Rönn Vonalbírók: Szergej Seljanyin Christopher Woodworth |
| 8 perc | Büntetések                    | 8 perc                                            |             | Játékvezetők: Konsztantyin Olenyin Jyri Rönn Vonalbírók: Szergej Seljanyin Christopher Woodworth |
| 33 | Lövések                       | 27                                                |             | Játékvezetők: Konsztantyin Olenyin Jyri Rönn Vonalbírók: Szergej Seljanyin Christopher Woodworth |
| | 0–1                           | 08:56 – S. Stamkos (B. Campbell, J. Schultz) (PP) |             | Játékvezetők: Konsztantyin Olenyin Jyri Rönn Vonalbírók: Szergej Seljanyin Christopher Woodworth |
| | 0–2                           | 20:55 – L. Schenn (M. Read, E. Staal)             |             | Játékvezetők: Konsztantyin Olenyin Jyri Rönn Vonalbírók: Szergej Seljanyin Christopher Woodworth |
| | 0–3                           | 33:00 – J. Staal (R. O'Reilly, M. Read)           |             | Játékvezetők: Konsztantyin Olenyin Jyri Rönn Vonalbírók: Szergej Seljanyin Christopher Woodworth |

| 2013. május 10. 16:15 | Szlovénia | 2–4 (2–2, 0–0, 0–2) | Csehország | Ericsson Globe, Stockholm Nézőszám: 1949 |

| Jegyzőkönyv | Jegyzőkönyv    | Jegyzőkönyv                                      | Jegyzőkönyv    | Jegyzőkönyv                                                                              |
| --- | -------------- | ------------------------------------------------ | -------------- | ---------------------------------------------------------------------------------------- |
| | Robert Kristan | Kapusok                                          | Ondřej Pavelec | Játékvezetők: Matt Kirk Konsztantyin Olenyin Vonalbírók: Sakari Suominen Miroslav Valach |
| \| \| 0–1 \| 05:39 – P. Koukal (SH) \| \| R. Sabolič (R. Tičar, B. Gregorc) (PP) – 06:21 \| 1–1 \| \| \| R. Tičar (R. Sabolič) – 11:47 \| 2–1 \| \| \| \| 2–2 \| 19:17 – J. Hudler (J. Nakládal, J. Voráček) (PP) \| \| \| 2–3 \| 45:58 – Z. Michálek (J. Voráček) (PP) \| \| \| 2–4 \| 55:55 – J. Novotný (P. Hubáček, P. Čáslava) (PP) \| |                |                                                  |                | Játékvezetők: Matt Kirk Konsztantyin Olenyin Vonalbírók: Sakari Suominen Miroslav Valach |
| 10 perc | Büntetések     | 10 perc                                          |                | Játékvezetők: Matt Kirk Konsztantyin Olenyin Vonalbírók: Sakari Suominen Miroslav Valach |
| 25 | Lövések        | 35                                               |                | Játékvezetők: Matt Kirk Konsztantyin Olenyin Vonalbírók: Sakari Suominen Miroslav Valach |
| | 0–1            | 05:39 – P. Koukal (SH)                           |                | Játékvezetők: Matt Kirk Konsztantyin Olenyin Vonalbírók: Sakari Suominen Miroslav Valach |
| R. Sabolič (R. Tičar, B. Gregorc) (PP) – 06:21 | 1–1            |                                                  |                | Játékvezetők: Matt Kirk Konsztantyin Olenyin Vonalbírók: Sakari Suominen Miroslav Valach |
| R. Tičar (R. Sabolič) – 11:47 | 2–1            |                                                  |                | Játékvezetők: Matt Kirk Konsztantyin Olenyin Vonalbírók: Sakari Suominen Miroslav Valach |
| | 2–2            | 19:17 – J. Hudler (J. Nakládal, J. Voráček) (PP) |                |                                                                                          |
| | 2–3            | 45:58 – Z. Michálek (J. Voráček) (PP)            |                |                                                                                          |
| | 2–4            | 55:55 – J. Novotný (P. Hubáček, P. Čáslava) (PP) |                |                                                                                          |

| 2013. május 10. 20:15 | Fehéroroszország | 1–4 (0–2, 0–1, 1–1) | Kanada | Ericsson Globe, Stockholm Nézőszám: 4927 |

| Jegyzőkönyv | Jegyzőkönyv       | Jegyzőkönyv                                     | Jegyzőkönyv  | Jegyzőkönyv                                                                        |
| --- | ----------------- | ----------------------------------------------- | ------------ | ---------------------------------------------------------------------------------- |
| | Dmitrij Milcsakov | Kapusok                                         | Devan Dubnyk | Játékvezetők: Antonín Jeřábek Keith Kaval Vonalbírók: Pierre Dehaen André Schrader |
| \| \| 0–1 \| 11:17 – R. O'Reilly (J. Skinner, J. Staal) \| \| \| 0–2 \| 16:59 – A. Ladd (C. Giroux, J. Schultz) (PP) \| \| \| 0–3 \| 25:27 – S. Stamkos (C. Giroux, J. Schultz) (PP) \| \| \| 0–4 \| 42:35– C. Giroux (S. Stamkos, A. Ladd) (PP) \| \| A. Jefimenko (A. Gyemkov) – 55:58 \| 1–4 \| \| |                   |                                                 |              | Játékvezetők: Antonín Jeřábek Keith Kaval Vonalbírók: Pierre Dehaen André Schrader |
| 14 perc | Büntetések        | 8 perc                                          |              | Játékvezetők: Antonín Jeřábek Keith Kaval Vonalbírók: Pierre Dehaen André Schrader |
| 10 | Lövések           | 37                                              |              | Játékvezetők: Antonín Jeřábek Keith Kaval Vonalbírók: Pierre Dehaen André Schrader |
| | 0–1               | 11:17 – R. O'Reilly (J. Skinner, J. Staal)      |              | Játékvezetők: Antonín Jeřábek Keith Kaval Vonalbírók: Pierre Dehaen André Schrader |
| | 0–2               | 16:59 – A. Ladd (C. Giroux, J. Schultz) (PP)    |              | Játékvezetők: Antonín Jeřábek Keith Kaval Vonalbírók: Pierre Dehaen André Schrader |
| | 0–3               | 25:27 – S. Stamkos (C. Giroux, J. Schultz) (PP) |              | Játékvezetők: Antonín Jeřábek Keith Kaval Vonalbírók: Pierre Dehaen André Schrader |
| | 0–4               | 42:35– C. Giroux (S. Stamkos, A. Ladd) (PP)     |              |                                                                                    |
| A. Jefimenko (A. Gyemkov) – 55:58 | 1–4               |                                                 |              |                                                                                    |

| 2013. május 11. 12:15 | Svájc | 4–1 (1–0, 1–1, 2–0) | Dánia | Ericsson Globe, Stockholm Nézőszám: 3543 |

| Jegyzőkönyv | Jegyzőkönyv | Jegyzőkönyv                   | Jegyzőkönyv       | Jegyzőkönyv                                                                    |
| --- | ----------- | ----------------------------- | ----------------- | ------------------------------------------------------------------------------ |
| | Reto Berra  | Kapusok                       | Patrick Galbraith | Játékvezetők: Keith Kaval Matt Kirk Vonalbírók: Jimmy Dahmen Szergej Seljanyin |
| \| L. Cunti (S. Bodenmann, D. Hollenstein) (PP) – 01:55 \| 1–0 \| \| \| R. Gardner (P. von Gunten, R. Josi) (PP) – 31:02 \| 2–0 \| \| \| \| 2–1 \| 33:54 – N. Jensen (S. Lassen) \| \| R. Suri (R. Josi, A. Ambühl) – 43:47 \| 3–1 \| \| \| N. Niederreiter (J. Vauclair, M. Seger) (PP) – 54:34 \| 4–1 \| \| |             |                               |                   | Játékvezetők: Keith Kaval Matt Kirk Vonalbírók: Jimmy Dahmen Szergej Seljanyin |
| 6 perc | Büntetések  | 8 perc                        |                   | Játékvezetők: Keith Kaval Matt Kirk Vonalbírók: Jimmy Dahmen Szergej Seljanyin |
| 27 | Lövések     | 33                            |                   | Játékvezetők: Keith Kaval Matt Kirk Vonalbírók: Jimmy Dahmen Szergej Seljanyin |
| L. Cunti (S. Bodenmann, D. Hollenstein) (PP) – 01:55 | 1–0         |                               |                   | Játékvezetők: Keith Kaval Matt Kirk Vonalbírók: Jimmy Dahmen Szergej Seljanyin |
| R. Gardner (P. von Gunten, R. Josi) (PP) – 31:02 | 2–0         |                               |                   | Játékvezetők: Keith Kaval Matt Kirk Vonalbírók: Jimmy Dahmen Szergej Seljanyin |
| | 2–1         | 33:54 – N. Jensen (S. Lassen) |                   | Játékvezetők: Keith Kaval Matt Kirk Vonalbírók: Jimmy Dahmen Szergej Seljanyin |
| R. Suri (R. Josi, A. Ambühl) – 43:47 | 3–1         |                               |                   |                                                                                |
| N. Niederreiter (J. Vauclair, M. Seger) (PP) – 54:34 | 4–1         |                               |                   |                                                                                |

| 2013. május 11. 16:15 | Svédország | 2–0 (0–0, 1–0, 1–0) | Szlovénia | Ericsson Globe, Stockholm Nézőszám: 12500 |

| Jegyzőkönyv | Jegyzőkönyv   | Jegyzőkönyv | Jegyzőkönyv  | Jegyzőkönyv                                                                                |
| --- | ------------- | ----------- | ------------ | ------------------------------------------------------------------------------------------ |
| | Jhonas Enroth | Kapusok     | Luka Gračnar | Játékvezetők: Vladimír Baluška Daniel Piechaczek Vonalbírók: Pierre Dehaen Miroslav Valach |
| \| G. Landeskog (J. Fransson, P. Granberg) – 25:50 \| 1–0 \| \| \| F. Pettersson (S. Hjalmarsson, J. Fransson) (PP) – 42:51 \| 2–0 \| \| |               |             |              | Játékvezetők: Vladimír Baluška Daniel Piechaczek Vonalbírók: Pierre Dehaen Miroslav Valach |
| 8 perc | Büntetések    | 12 perc     |              | Játékvezetők: Vladimír Baluška Daniel Piechaczek Vonalbírók: Pierre Dehaen Miroslav Valach |
| 40 | Lövések       | 21          |              | Játékvezetők: Vladimír Baluška Daniel Piechaczek Vonalbírók: Pierre Dehaen Miroslav Valach |
| G. Landeskog (J. Fransson, P. Granberg) – 25:50                                                                                          | 1–0           |             |              | Játékvezetők: Vladimír Baluška Daniel Piechaczek Vonalbírók: Pierre Dehaen Miroslav Valach |
| F. Pettersson (S. Hjalmarsson, J. Fransson) (PP) – 42:51                                                                                 | 2–0           |             |              | Játékvezetők: Vladimír Baluška Daniel Piechaczek Vonalbírók: Pierre Dehaen Miroslav Valach |

| 2013. május 11. 20:15 | Norvégia | 3–1 (1–0, 1–0, 1–1) | Fehéroroszország | Ericsson Globe, Stockholm Nézőszám: 3115 |

| Jegyzőkönyv | Jegyzőkönyv | Jegyzőkönyv                        | Jegyzőkönyv        | Jegyzőkönyv                                                                              |
| --- | ----------- | ---------------------------------- | ------------------ | ---------------------------------------------------------------------------------------- |
| | Lars Haugen | Kapusok                            | Vitalij Belinszkij | Játékvezetők: Morgan Johansson Jyri Rönn Vonalbírók: Chris Carlson Christopher Woodworth |
| \| P-Å. Skrøder (, K. Forsberg) – 03:55 \| 1–0 \| \| \| P-Å. Skrøder (M. Trygg, P. Thoresen) – 25:58 \| 2–0 \| \| \| A. Bastiansen (K A. Olimb) – 54:18 \| 3–0 \| \| \| \| 3–1 \| 58:27 – A. Kulakov (J. Szolomonov) \| |             |                                    |                    | Játékvezetők: Morgan Johansson Jyri Rönn Vonalbírók: Chris Carlson Christopher Woodworth |
| 25 perc | Büntetések  | 8 perc                             |                    | Játékvezetők: Morgan Johansson Jyri Rönn Vonalbírók: Chris Carlson Christopher Woodworth |
| 31 | Lövések     | 19                                 |                    | Játékvezetők: Morgan Johansson Jyri Rönn Vonalbírók: Chris Carlson Christopher Woodworth |
| P-Å. Skrøder (, K. Forsberg) – 03:55 | 1–0         |                                    |                    | Játékvezetők: Morgan Johansson Jyri Rönn Vonalbírók: Chris Carlson Christopher Woodworth |
| P-Å. Skrøder (M. Trygg, P. Thoresen) – 25:58 | 2–0         |                                    |                    | Játékvezetők: Morgan Johansson Jyri Rönn Vonalbírók: Chris Carlson Christopher Woodworth |
| A. Bastiansen (K A. Olimb) – 54:18 | 3–0         |                                    |                    | Játékvezetők: Morgan Johansson Jyri Rönn Vonalbírók: Chris Carlson Christopher Woodworth |
| | 3–1         | 58:27 – A. Kulakov (J. Szolomonov) |                    |                                                                                          |

| 2013. május 12. 16:15 | Kanada | 2–1 (1–1, 0–0, 1–0) | Csehország | Ericsson Globe, Stockholm Nézőszám: 6117 |

| Jegyzőkönyv | Jegyzőkönyv | Jegyzőkönyv                             | Jegyzőkönyv    | Jegyzőkönyv                                                                                 |
| --- | ----------- | --------------------------------------- | -------------- | ------------------------------------------------------------------------------------------- |
| | Mike Smith  | Kapusok                                 | Ondřej Pavelec | Játékvezetők: Morgan Johansson Marcus Vinnerborg Vonalbírók: André Schrader Sakari Suominen |
| \| W. Simmonds (E. Staal, S. Robinas) (PP) – 11:01 \| 1–0 \| \| \| \| 1–1 \| 17:03 – P. Koukal (M. Hanzal, J. Hejda) \| \| J. Skinner (M. Smith) – 46:55 \| 2–1 \| \| |             |                                         |                | Játékvezetők: Morgan Johansson Marcus Vinnerborg Vonalbírók: André Schrader Sakari Suominen |
| 29 perc | Büntetések  | 14 perc                                 |                | Játékvezetők: Morgan Johansson Marcus Vinnerborg Vonalbírók: André Schrader Sakari Suominen |
| 30 | Lövések     | 23                                      |                | Játékvezetők: Morgan Johansson Marcus Vinnerborg Vonalbírók: André Schrader Sakari Suominen |
| W. Simmonds (E. Staal, S. Robinas) (PP) – 11:01 | 1–0         |                                         |                | Játékvezetők: Morgan Johansson Marcus Vinnerborg Vonalbírók: André Schrader Sakari Suominen |
| | 1–1         | 17:03 – P. Koukal (M. Hanzal, J. Hejda) |                | Játékvezetők: Morgan Johansson Marcus Vinnerborg Vonalbírók: André Schrader Sakari Suominen |
| J. Skinner (M. Smith) – 46:55 | 2–1         |                                         |                | Játékvezetők: Morgan Johansson Marcus Vinnerborg Vonalbírók: André Schrader Sakari Suominen |

| 2013. május 12. 20:15 | Norvégia | 1–3 (0–2, 0–1, 1–0) | Svájc | Ericsson Globe, Stockholm Nézőszám: 3226 |

| Jegyzőkönyv | Jegyzőkönyv | Jegyzőkönyv                                     | Jegyzőkönyv   | Jegyzőkönyv                                                                         |
| --- | ----------- | ----------------------------------------------- | ------------- | ----------------------------------------------------------------------------------- |
| | Lars Haugen | Kapusok                                         | Martin Gerber | Játékvezetők: Martin Fraňo Derek Zalaski Vonalbírók: Jimmy Dahmen Szergej Seljanyin |
| \| \| 0–1 \| 06:05 – S. Moser (M. Plüss, M. Seger) \| \| \| 0–2 \| 15:33 – R. Josi (A. Ambühl, R. Suri) (SH) \| \| \| 0–3 \| 39:35 – P. von Gunten (A. Ambühl, R. Josi) (PP) \| \| O-K. Tollefsen (M. Trygg) (PP) – 44:14 \| 1–3 \| \| |             |                                                 |               | Játékvezetők: Martin Fraňo Derek Zalaski Vonalbírók: Jimmy Dahmen Szergej Seljanyin |
| 22 perc | Büntetések  | 16 perc                                         |               | Játékvezetők: Martin Fraňo Derek Zalaski Vonalbírók: Jimmy Dahmen Szergej Seljanyin |
| 17 | Lövések     | 37                                              |               | Játékvezetők: Martin Fraňo Derek Zalaski Vonalbírók: Jimmy Dahmen Szergej Seljanyin |
| | 0–1         | 06:05 – S. Moser (M. Plüss, M. Seger)           |               | Játékvezetők: Martin Fraňo Derek Zalaski Vonalbírók: Jimmy Dahmen Szergej Seljanyin |
| | 0–2         | 15:33 – R. Josi (A. Ambühl, R. Suri) (SH)       |               | Játékvezetők: Martin Fraňo Derek Zalaski Vonalbírók: Jimmy Dahmen Szergej Seljanyin |
| | 0–3         | 39:35 – P. von Gunten (A. Ambühl, R. Josi) (PP) |               | Játékvezetők: Martin Fraňo Derek Zalaski Vonalbírók: Jimmy Dahmen Szergej Seljanyin |
| O-K. Tollefsen (M. Trygg) (PP) – 44:14 | 1–3         |                                                 |               |                                                                                     |

| 2013. május 13. 16:15 | Dánia | 3–2 (2–0, 1–2, 0–0) | Fehéroroszország | Ericsson Globe, Stockholm Nézőszám: 537 |

| Jegyzőkönyv | Jegyzőkönyv   | Jegyzőkönyv                                  | Jegyzőkönyv                          | Jegyzőkönyv                                                                       |
| --- | ------------- | -------------------------------------------- | ------------------------------------ | --------------------------------------------------------------------------------- |
| | Simon Nielsen | Kapusok                                      | Dmitrij Milcsakov Vitalij Belinszkij | Játékvezetők: Matt Kirk Jyri Rönn Vonalbírók: Chris Carlson Christopher Woodworth |
| \| P. Larsen (K. Staal, N. Hardt) – 06:31 \| 1–0 \| \| \| N. Jensen (Mi. Bødker, S. Lassen) – 14:57 \| 2–0 \| \| \| M. Green (N. Hardt) (SH) – 27:03 \| 3–0 \| \| \| \| 3–1 \| 32:10 – K. Kalcov (O. Gorosko) \| \| \| 3–2 \| 36:36 – R. Graborenko (A. Sztasz, A. Ugarov) \| |               |                                              |                                      | Játékvezetők: Matt Kirk Jyri Rönn Vonalbírók: Chris Carlson Christopher Woodworth |
| 6 perc | Büntetések    | 18 perc                                      |                                      | Játékvezetők: Matt Kirk Jyri Rönn Vonalbírók: Chris Carlson Christopher Woodworth |
| 33 | Lövések       | 19                                           |                                      | Játékvezetők: Matt Kirk Jyri Rönn Vonalbírók: Chris Carlson Christopher Woodworth |
| P. Larsen (K. Staal, N. Hardt) – 06:31 | 1–0           |                                              |                                      | Játékvezetők: Matt Kirk Jyri Rönn Vonalbírók: Chris Carlson Christopher Woodworth |
| N. Jensen (Mi. Bødker, S. Lassen) – 14:57 | 2–0           |                                              |                                      | Játékvezetők: Matt Kirk Jyri Rönn Vonalbírók: Chris Carlson Christopher Woodworth |
| M. Green (N. Hardt) (SH) – 27:03 | 3–0           |                                              |                                      | Játékvezetők: Matt Kirk Jyri Rönn Vonalbírók: Chris Carlson Christopher Woodworth |
| | 3–1           | 32:10 – K. Kalcov (O. Gorosko)               |                                      |                                                                                   |
| | 3–2           | 36:36 – R. Graborenko (A. Sztasz, A. Ugarov) |                                      |                                                                                   |

| 2013. május 13. 20:15 | Kanada | 4–3 (h.u.) (0–2, 2–1, 1–0) (h.u.: 1–0) | Szlovénia | Ericsson Globe, Stockholm Nézőszám: 2184 |

| Jegyzőkönyv | Jegyzőkönyv  | Jegyzőkönyv                              | Jegyzőkönyv  | Jegyzőkönyv                                                                        |
| --- | ------------ | ---------------------------------------- | ------------ | ---------------------------------------------------------------------------------- |
| | Devan Dubnyk | Kapusok                                  | Luka Gračnar | Játékvezetők: Antonín Jeřábek Keith Kaval Vonalbírók: Pierre Dehaen André Schrader |
| \| \| 0–1 \| 05:53 – J. Urbas (D. Rodman) \| \| \| 0–2 \| 08:36 – J. Urbas (D. Rodman) \| \| M. Duchene (J. Harrison, J. Staal) – 22:01 \| 1–2 \| \| \| S. Stamkos (J. Staal) – 22:51 \| 2–2 \| \| \| \| 2–3 \| 27:17 – T. Razingar (L. Tošić, R. Pajič) \| \| B. Dillon (T. Hall, J. Skinner) – 47:09 \| 3–3 \| \| \| S. Stamkos (D. Hamhuis, B. Campbell) – 63:36 \| 4–3 \| \| |              |                                          |              | Játékvezetők: Antonín Jeřábek Keith Kaval Vonalbírók: Pierre Dehaen André Schrader |
| 4 perc | Büntetések   | 10 perc                                  |              | Játékvezetők: Antonín Jeřábek Keith Kaval Vonalbírók: Pierre Dehaen André Schrader |
| 39 | Lövések      | 20                                       |              | Játékvezetők: Antonín Jeřábek Keith Kaval Vonalbírók: Pierre Dehaen André Schrader |
| | 0–1          | 05:53 – J. Urbas (D. Rodman)             |              | Játékvezetők: Antonín Jeřábek Keith Kaval Vonalbírók: Pierre Dehaen André Schrader |
| | 0–2          | 08:36 – J. Urbas (D. Rodman)             |              | Játékvezetők: Antonín Jeřábek Keith Kaval Vonalbírók: Pierre Dehaen André Schrader |
| M. Duchene (J. Harrison, J. Staal) – 22:01 | 1–2          |                                          |              | Játékvezetők: Antonín Jeřábek Keith Kaval Vonalbírók: Pierre Dehaen André Schrader |
| S. Stamkos (J. Staal) – 22:51 | 2–2          |                                          |              |                                                                                    |
| | 2–3          | 27:17 – T. Razingar (L. Tošić, R. Pajič) |              |                                                                                    |
| B. Dillon (T. Hall, J. Skinner) – 47:09 | 3–3          |                                          |              |                                                                                    |
| S. Stamkos (D. Hamhuis, B. Campbell) – 63:36 | 4–3          |                                          |              |                                                                                    |

| 2013. május 14. 12:15 | Fehéroroszország | 1–4 (0–1, 0–0, 1–3) | Svájc | Ericsson Globe, Stockholm Nézőszám: 2206 |

| Jegyzőkönyv | Jegyzőkönyv        | Jegyzőkönyv                                | Jegyzőkönyv | Jegyzőkönyv                                                                                    |
| --- | ------------------ | ------------------------------------------ | ----------- | ---------------------------------------------------------------------------------------------- |
| | Vitalij Belinszkij | Kapusok                                    | Reto Berra  | Játékvezetők: Martin Fraňo Marcus Vinnerborg Vonalbírók: Miroslav Valach Christopher Woodworth |
| \| \| 0–1 \| 01:13 – R. Josi \| \| J. Kovirsin (V. Andrjusenko, I. Sinkevics) – 41:35 \| 1–1 \| \| \| \| 1–2 \| 50:59 – M. Bieber (R. Josi, R. Berra) (PP) \| \| \| 1–3 \| 54:00 – J. Walker (M. Bieber) \| \| \| 1–4 \| 59:02 – J. Walker (ENG) \| |                    |                                            |             | Játékvezetők: Martin Fraňo Marcus Vinnerborg Vonalbírók: Miroslav Valach Christopher Woodworth |
| 6 perc | Büntetések         | 8 perc                                     |             | Játékvezetők: Martin Fraňo Marcus Vinnerborg Vonalbírók: Miroslav Valach Christopher Woodworth |
| 21 | Lövések            | 40                                         |             | Játékvezetők: Martin Fraňo Marcus Vinnerborg Vonalbírók: Miroslav Valach Christopher Woodworth |
| | 0–1                | 01:13 – R. Josi                            |             | Játékvezetők: Martin Fraňo Marcus Vinnerborg Vonalbírók: Miroslav Valach Christopher Woodworth |
| J. Kovirsin (V. Andrjusenko, I. Sinkevics) – 41:35 | 1–1                |                                            |             | Játékvezetők: Martin Fraňo Marcus Vinnerborg Vonalbírók: Miroslav Valach Christopher Woodworth |
| | 1–2                | 50:59 – M. Bieber (R. Josi, R. Berra) (PP) |             | Játékvezetők: Martin Fraňo Marcus Vinnerborg Vonalbírók: Miroslav Valach Christopher Woodworth |
| | 1–3                | 54:00 – J. Walker (M. Bieber)              |             |                                                                                                |
| | 1–4                | 59:02 – J. Walker (ENG)                    |             |                                                                                                |

| 2013. május 14. 16:15 | Csehország | 7–0 (3–0, 2–0, 2–0) | Norvégia | Ericsson Globe, Stockholm Nézőszám: 2769 |

| Jegyzőkönyv | Jegyzőkönyv                   | Jegyzőkönyv | Jegyzőkönyv             | Jegyzőkönyv                                                                         |
| --- | ----------------------------- | ----------- | ----------------------- | ----------------------------------------------------------------------------------- |
| | Ondřej Pavelec Pavel Francouz | Kapusok     | Lars Haugen Lars Volden | Játékvezetők: Morgan Johansson Jyri Rönn Vonalbírók: Jimmy Dahmen Szergej Seljanyin |
| \| T. Fleischmann (T. Plekanec) (PP) – 01:45 \| 1–0 \| \| \| T. Fleischmann (T. Plekanec, J. Tlustý) – 07:18 \| 2–0 \| \| \| J. Tlustý (T. Plekanec) – 11:27 \| 3–0 \| \| \| M. Hanzal (J. Voráček, J. Hudler) (EA) – 27:56 \| 4–0 \| \| \| Z. Michálek (L. Šmíd, P. Hubáček) – 39:59 \| 5–0 \| \| \| R. Vrbata (M. Hanzal) – 53:11 \| 6–0 \| \| \| Z. Irgl (J. Novotný, P. Hubáček) – 53:32 \| 7–0 \| \| |                               |             |                         | Játékvezetők: Morgan Johansson Jyri Rönn Vonalbírók: Jimmy Dahmen Szergej Seljanyin |
| 12 perc | Büntetések                    | 4 perc      |                         | Játékvezetők: Morgan Johansson Jyri Rönn Vonalbírók: Jimmy Dahmen Szergej Seljanyin |
| 36 | Lövések                       | 17          |                         | Játékvezetők: Morgan Johansson Jyri Rönn Vonalbírók: Jimmy Dahmen Szergej Seljanyin |
| T. Fleischmann (T. Plekanec) (PP) – 01:45 | 1–0                           |             |                         | Játékvezetők: Morgan Johansson Jyri Rönn Vonalbírók: Jimmy Dahmen Szergej Seljanyin |
| T. Fleischmann (T. Plekanec, J. Tlustý) – 07:18 | 2–0                           |             |                         | Játékvezetők: Morgan Johansson Jyri Rönn Vonalbírók: Jimmy Dahmen Szergej Seljanyin |
| J. Tlustý (T. Plekanec) – 11:27 | 3–0                           |             |                         | Játékvezetők: Morgan Johansson Jyri Rönn Vonalbírók: Jimmy Dahmen Szergej Seljanyin |
| M. Hanzal (J. Voráček, J. Hudler) (EA) – 27:56 | 4–0                           |             |                         |                                                                                     |
| Z. Michálek (L. Šmíd, P. Hubáček) – 39:59 | 5–0                           |             |                         |                                                                                     |
| R. Vrbata (M. Hanzal) – 53:11 | 6–0                           |             |                         |                                                                                     |
| Z. Irgl (J. Novotný, P. Hubáček) – 53:32 | 7–0                           |             |                         |                                                                                     |

| 2013. május 14. 20:15 | Dánia | 2–4 (1–0, 1–1, 0–3) | Svédország | Ericsson Globe, Stockholm Nézőszám: 11568 |

| Jegyzőkönyv | Jegyzőkönyv       | Jegyzőkönyv                                       | Jegyzőkönyv     | Jegyzőkönyv                                                                           |
| --- | ----------------- | ------------------------------------------------- | --------------- | ------------------------------------------------------------------------------------- |
| | Patrick Galbraith | Kapusok                                           | Jacob Markström | Játékvezetők: Antonín Jeřábek Derek Zalaski Vonalbírók: Chris Carlson Sakari Suominen |
| \| M. Madsen (K. Starkov) – 07:40 \| 1–0 \| \| \| \| 1–1 \| 24:30 – D. Sedin (L. Eriksson, H. Sedin) \| \| K. Starkov (M. Madsen, M. Green) – 36:04 \| 2–1 \| \| \| \| 2–2 \| 40:22 – H. Sedin (L. Eriksson, D. Sedin) \| \| \| 2–3 \| 41:36 – M. Thornberg (O. Lindberg, F. Pettersson) \| \| \| 2–4 \| 50:45 – M. Thornberg (F. Pettersson, A. Edler) \| |                   |                                                   |                 | Játékvezetők: Antonín Jeřábek Derek Zalaski Vonalbírók: Chris Carlson Sakari Suominen |
| 8 perc | Büntetések        | 16 perc                                           |                 | Játékvezetők: Antonín Jeřábek Derek Zalaski Vonalbírók: Chris Carlson Sakari Suominen |
| 28 | Lövések           | 41                                                |                 | Játékvezetők: Antonín Jeřábek Derek Zalaski Vonalbírók: Chris Carlson Sakari Suominen |
| M. Madsen (K. Starkov) – 07:40 | 1–0               |                                                   |                 | Játékvezetők: Antonín Jeřábek Derek Zalaski Vonalbírók: Chris Carlson Sakari Suominen |
| | 1–1               | 24:30 – D. Sedin (L. Eriksson, H. Sedin)          |                 | Játékvezetők: Antonín Jeřábek Derek Zalaski Vonalbírók: Chris Carlson Sakari Suominen |
| K. Starkov (M. Madsen, M. Green) – 36:04 | 2–1               |                                                   |                 | Játékvezetők: Antonín Jeřábek Derek Zalaski Vonalbírók: Chris Carlson Sakari Suominen |
| | 2–2               | 40:22 – H. Sedin (L. Eriksson, D. Sedin)          |                 |                                                                                       |
| | 2–3               | 41:36 – M. Thornberg (O. Lindberg, F. Pettersson) |                 |                                                                                       |
| | 2–4               | 50:45 – M. Thornberg (F. Pettersson, A. Edler)    |                 |                                                                                       |

## Egyenes kieséses szakasz
|  |              |                  |                  |                  |   |                  |                  |            |               |               |               |       |       |
|  | Negyeddöntők | Negyeddöntők     | Negyeddöntők     |                  |   | Elődöntők        | Elődöntők        | Elődöntők  |               |               | Döntő         | Döntő | Döntő |
|  | Negyeddöntők | Negyeddöntők     | Negyeddöntők     |                  |   | Elődöntők        | Elődöntők        | Elődöntők  |               |               | Döntő         | Döntő | Döntő |
|  | május 16.    |                  |                  |                  |   |                  |                  |            |               |               |               |       |       |
|  |              |                  |                  |                  |   |                  |                  |            |               |               |               |       |       |
|  | H1           | Finnország       | 4                |                  |   |                  |                  |            |               |               |               |       |       |
|  | H1           | Finnország       | 4                | május 18.        |   |                  |                  |            |               |               |               |       |       |
|  | H4           | Szlovákia        | 3                |                  |   |                  |                  |            |               |               |               |       |       |
|  | H4           | Szlovákia        | 3                |                  |   | Finnország       | Finnország       | 0          |               |               |               |       |       |
|  | május 16.    |                  |                  |                  |   | Finnország       | Finnország       | 0          |               |               |               |       |       |
|  |              |                  | Svédország       | Svédország       | 3 |                  |                  |            |               |               |               |       |       |
|  | S2           | Kanada           | Svédország       | Svédország       | 3 | 2                |                  |            |               |               |               |       |       |
|  | S2           | Kanada           |                  |                  |   | 2                | május 19.        |            |               |               |               |       |       |
|  | S3           | Svédország       | 3                |                  |   |                  |                  |            |               |               |               |       |       |
|  | S3           | Svédország       | 3                |                  |   | Svájc            | Svájc            | 1          |               |               |               |       |       |
|  | május 16.    |                  |                  |                  |   | Svájc            | Svájc            | 1          |               |               |               |       |       |
|  |              |                  | Svédország       | Svédország       | 5 |                  |                  |            |               |               |               |       |       |
|  | S1           | Svájc            | Svédország       | Svédország       | 5 | 2                |                  |            |               |               |               |       |       |
|  | S1           | Svájc            | május 18.        |                  |   | 2                |                  |            |               |               |               |       |       |
|  | S4           | Csehország       | 1                |                  |   |                  |                  |            |               |               |               |       |       |
|  | S4           | Csehország       | 1                |                  |   | Svájc            | Svájc            | 3          | Bronzmérkőzés | Bronzmérkőzés | Bronzmérkőzés |       |       |
|  | május 16.    |                  |                  |                  |   | Svájc            | Svájc            | 3          | Bronzmérkőzés | Bronzmérkőzés | Bronzmérkőzés |       |       |
|  |              |                  | Egyesült Államok | Egyesült Államok | 0 |                  |                  | május 19.  | május 19.     | május 19.     |               |       |       |
|  | H2           | Oroszország      | Egyesült Államok | Egyesült Államok | 0 | 3                |                  | május 19.  | május 19.     | május 19.     |               |       |       |
|  | H2           | Oroszország      |                  |                  |   |                  |                  | Finnország | Finnország    | 2             |               |       |       |
|  | H3           | Egyesült Államok | 8                |                  |   |                  |                  | Finnország | Finnország    | 2             |               |       |       |
|  | H3           | Egyesült Államok | 8                |                  |   | Egyesült Államok | Egyesült Államok | 3          |               |               |               |       |       |
|  |              |                  |                  |                  |   | Egyesült Államok | Egyesült Államok | 3          |               |               |               |       |       |

### Negyeddöntők
A negyeddöntőben a mérkőzések időpontjait a két házigazda továbbjutásának függvényében határozzák meg.
A kezdési időpontok helyi idő szerintiek (Finnország: UTC+3; Svédország: UTC+2).
| 2013. május 16. 13:00 | Oroszország | 3–8 (1–2, 0–2, 2–4) | Egyesült Államok | Hartwall Arena, Helsinki Nézőszám: 5506 |

| Jegyzőkönyv | Jegyzőkönyv                     | Jegyzőkönyv                                   | Jegyzőkönyv | Jegyzőkönyv                                                                   |
| --- | ------------------------------- | --------------------------------------------- | ----------- | ----------------------------------------------------------------------------- |
| | Ilja Brizgalov Szemjon Varlamov | Kapusok                                       | John Gibson | Játékvezetők: Lars Brüggemann Brent Reiber Vonalbírók: Roger Arm Jesse Wilmot |
| \| \| 0–1 \| 11:53 – P. Stastny (C. Smith, M. Hunwick) \| \| \| 0–2 \| 12:43 – T. J. Oshie (T. Stapleton) \| \| A. Szvitov (Sz. Szoin, F. Tjutin) – 15:30 \| 1–2 \| \| \| \| 1–3 \| 25:45 – N. Thompson (R. Carter) \| \| \| 1–4 \| 37:31 – A. Galchenyuk (C. Smith, P. Stastny) \| \| A. Ovecskin (Sz. Varlamov) – 41:33 \| 2–4 \| \| \| \| 2–5 \| 42:55 – R. Carter (SH) \| \| A. Perezsogin (A. Popov, A. Ovecskin) (PP) – 43:40 \| 3–5 \| \| \| \| 3–6 \| 48:11 – J. Trouba (C. Smith, P. Stastny) (PP) \| \| \| 3–7 \| 49:56 – D. Moss (C. Smith) \| \| \| 3–8 \| 50:07 – P. Stastny (C. Smith, C. Butler) \| |                                 |                                               |             | Játékvezetők: Lars Brüggemann Brent Reiber Vonalbírók: Roger Arm Jesse Wilmot |
| 4 perc | Büntetések                      | 8 perc                                        |             | Játékvezetők: Lars Brüggemann Brent Reiber Vonalbírók: Roger Arm Jesse Wilmot |
| 34 | Lövések                         | 31                                            |             | Játékvezetők: Lars Brüggemann Brent Reiber Vonalbírók: Roger Arm Jesse Wilmot |
| | 0–1                             | 11:53 – P. Stastny (C. Smith, M. Hunwick)     |             | Játékvezetők: Lars Brüggemann Brent Reiber Vonalbírók: Roger Arm Jesse Wilmot |
| | 0–2                             | 12:43 – T. J. Oshie (T. Stapleton)            |             | Játékvezetők: Lars Brüggemann Brent Reiber Vonalbírók: Roger Arm Jesse Wilmot |
| A. Szvitov (Sz. Szoin, F. Tjutin) – 15:30 | 1–2                             |                                               |             | Játékvezetők: Lars Brüggemann Brent Reiber Vonalbírók: Roger Arm Jesse Wilmot |
| | 1–3                             | 25:45 – N. Thompson (R. Carter)               |             |                                                                               |
| | 1–4                             | 37:31 – A. Galchenyuk (C. Smith, P. Stastny)  |             |                                                                               |
| A. Ovecskin (Sz. Varlamov) – 41:33 | 2–4                             |                                               |             |                                                                               |
| | 2–5                             | 42:55 – R. Carter (SH)                        |             |                                                                               |
| A. Perezsogin (A. Popov, A. Ovecskin) (PP) – 43:40 | 3–5                             |                                               |             |                                                                               |
| | 3–6                             | 48:11 – J. Trouba (C. Smith, P. Stastny) (PP) |             |                                                                               |
| | 3–7                             | 49:56 – D. Moss (C. Smith)                    |             |                                                                               |
| | 3–8                             | 50:07 – P. Stastny (C. Smith, C. Butler)      |             |                                                                               |

| 2013. május 16. 14:45 | Svájc | 2–1 (1–0, 1–0, 0–1) | Csehország | Ericsson Globe, Stockholm Nézőszám: 2237 |

| Jegyzőkönyv | Jegyzőkönyv   | Jegyzőkönyv                                      | Jegyzőkönyv    | Jegyzőkönyv                                                                                  |
| --- | ------------- | ------------------------------------------------ | -------------- | -------------------------------------------------------------------------------------------- |
| | Martin Gerber | Kapusok                                          | Ondřej Pavelec | Játékvezetők: Konsztantyin Olenyin Marcus Vinnerborg Vonalbírók: Jimmy Dahmen André Schrader |
| \| D. Hollenstein (S. Blindenbacher, R. Suri) – 05:45 \| 1–0 \| \| \| R. Josi (R. Gardner, R. Diaz) (PP) – 33:08 \| 2–0 \| \| \| \| 2–1 \| 45:29 – Z. Kutlák (T. Plekanec, J. Voráček) (PP) \| |               |                                                  |                | Játékvezetők: Konsztantyin Olenyin Marcus Vinnerborg Vonalbírók: Jimmy Dahmen André Schrader |
| 12 perc | Büntetések    | 6 perc                                           |                | Játékvezetők: Konsztantyin Olenyin Marcus Vinnerborg Vonalbírók: Jimmy Dahmen André Schrader |
| 32 | Lövések       | 34                                               |                | Játékvezetők: Konsztantyin Olenyin Marcus Vinnerborg Vonalbírók: Jimmy Dahmen André Schrader |
| D. Hollenstein (S. Blindenbacher, R. Suri) – 05:45 | 1–0           |                                                  |                | Játékvezetők: Konsztantyin Olenyin Marcus Vinnerborg Vonalbírók: Jimmy Dahmen André Schrader |
| R. Josi (R. Gardner, R. Diaz) (PP) – 33:08 | 2–0           |                                                  |                | Játékvezetők: Konsztantyin Olenyin Marcus Vinnerborg Vonalbírók: Jimmy Dahmen André Schrader |
| | 2–1           | 45:29 – Z. Kutlák (T. Plekanec, J. Voráček) (PP) |                | Játékvezetők: Konsztantyin Olenyin Marcus Vinnerborg Vonalbírók: Jimmy Dahmen André Schrader |

| 2013. május 16. 18:30 | Finnország | 4–3 (3–0, 0–2, 1–1) | Szlovákia | Hartwall Arena, Helsinki Nézőszám: 9520 |

| Jegyzőkönyv | Jegyzőkönyv  | Jegyzőkönyv                                  | Jegyzőkönyv     | Jegyzőkönyv                                                                         |
| --- | ------------ | -------------------------------------------- | --------------- | ----------------------------------------------------------------------------------- |
| | Antti Raanta | Kapusok                                      | Rastislav Staňa | Játékvezetők: Antonín Jeřábek Keith Kaval Vonalbírók: Petr Blumel Jonathan Morisson |
| \| O. Väänänen – 01:31 \| 1–0 \| \| \| P. Kontiola (J. Pesonen, J. Aaltonen) – 09:49 \| 2–0 \| \| \| P. Kontiola (J. Aaltonen) – 15:44 \| 3–0 \| \| \| \| 3–1 \| 25:03 – M. Miklík (B. Mezei, R. Kukumberg) \| \| \| 3–2 \| 32:17 – A. Sekera (B. Mezei, L. Hudáček) \| \| \| 3-3 \| 40:30 - T. Surový (B. Radivojevic, B. Mezei) \| \| J. Aaltonen (P. Kontiola, J. Pesonen) - 48:13 \| 4-3 \| \| |              |                                              |                 | Játékvezetők: Antonín Jeřábek Keith Kaval Vonalbírók: Petr Blumel Jonathan Morisson |
| 8 perc | Büntetések   | 10 perc                                      |                 | Játékvezetők: Antonín Jeřábek Keith Kaval Vonalbírók: Petr Blumel Jonathan Morisson |
| 25 | Lövések      | 36                                           |                 | Játékvezetők: Antonín Jeřábek Keith Kaval Vonalbírók: Petr Blumel Jonathan Morisson |
| O. Väänänen – 01:31 | 1–0          |                                              |                 | Játékvezetők: Antonín Jeřábek Keith Kaval Vonalbírók: Petr Blumel Jonathan Morisson |
| P. Kontiola (J. Pesonen, J. Aaltonen) – 09:49 | 2–0          |                                              |                 | Játékvezetők: Antonín Jeřábek Keith Kaval Vonalbírók: Petr Blumel Jonathan Morisson |
| P. Kontiola (J. Aaltonen) – 15:44 | 3–0          |                                              |                 | Játékvezetők: Antonín Jeřábek Keith Kaval Vonalbírók: Petr Blumel Jonathan Morisson |
| | 3–1          | 25:03 – M. Miklík (B. Mezei, R. Kukumberg)   |                 |                                                                                     |
| | 3–2          | 32:17 – A. Sekera (B. Mezei, L. Hudáček)     |                 |                                                                                     |
| | 3-3          | 40:30 - T. Surový (B. Radivojevic, B. Mezei) |                 |                                                                                     |
| J. Aaltonen (P. Kontiola, J. Pesonen) - 48:13 | 4-3          |                                              |                 |                                                                                     |

| 2013. május 16. 20:15 | Kanada | 2–3 (sz.) (0–0, 1–0, 1–2) (h.u.: 0–0) (sz.: 0–1) | Svédország | Ericsson Globe, Stockholm Nézőszám: 11153 |

| Jegyzőkönyv | Jegyzőkönyv | Jegyzőkönyv                                    | Jegyzőkönyv                   | Jegyzőkönyv                                                                                 |
| --- | ----------- | ---------------------------------------------- | ----------------------------- | ------------------------------------------------------------------------------------------- |
| | Mike Smith  | Kapusok                                        | Jhonas Enroth Jacob Markström | Játékvezetők: Vjacseszlav Bulanov Jyri Rönn Vonalbírók: Pierre Dehaen Christopher Woodworth |
| \| S. Stamkos (S. Robidas, A. Ladd)(PP) – 20:45 \| 1–0 \| \| \| \| 1–1 \| 45:41 – N. Danielsson (H. Sedin, D. Sedin)(PP) \| \| \| 1–2 \| 49:35 – N. Danielsson (D. Sedin, H. Sedin)(PP) \| \| C. Giroux (A. Ladd) – 50:50 \| 2–2 \| \| |             |                                                |                               | Játékvezetők: Vjacseszlav Bulanov Jyri Rönn Vonalbírók: Pierre Dehaen Christopher Woodworth |
| C. Giroux J. Eberle M. Duchene J. Eberle | Szétlövés   | L. Eriksson H. Sedin D. Sedin F. Pettersson    |                               | Játékvezetők: Vjacseszlav Bulanov Jyri Rönn Vonalbírók: Pierre Dehaen Christopher Woodworth |
| 8 perc | Büntetések  | 29 perc                                        |                               | Játékvezetők: Vjacseszlav Bulanov Jyri Rönn Vonalbírók: Pierre Dehaen Christopher Woodworth |
| 43 | Lövések     | 33                                             |                               | Játékvezetők: Vjacseszlav Bulanov Jyri Rönn Vonalbírók: Pierre Dehaen Christopher Woodworth |
| S. Stamkos (S. Robidas, A. Ladd)(PP) – 20:45 | 1–0         |                                                |                               | Játékvezetők: Vjacseszlav Bulanov Jyri Rönn Vonalbírók: Pierre Dehaen Christopher Woodworth |
| | 1–1         | 45:41 – N. Danielsson (H. Sedin, D. Sedin)(PP) |                               | Játékvezetők: Vjacseszlav Bulanov Jyri Rönn Vonalbírók: Pierre Dehaen Christopher Woodworth |
| | 1–2         | 49:35 – N. Danielsson (D. Sedin, H. Sedin)(PP) |                               |                                                                                             |
| C. Giroux (A. Ladd) – 50:50 | 2–2         |                                                |                               |                                                                                             |

### Elődöntők
| 2013. május 18. 15:00 | Finnország | 0–3 (0–1, 0–1, 0–1) | Svédország | Ericsson Globe, Stockholm Nézőszám: 11674 |

| Jegyzőkönyv | Jegyzőkönyv  | Jegyzőkönyv                                        | Jegyzőkönyv   | Jegyzőkönyv                                                                            |
| --- | ------------ | -------------------------------------------------- | ------------- | -------------------------------------------------------------------------------------- |
| | Antti Raanta | Kapusok                                            | Jhonas Enroth | Játékvezetők: Konsztantyin Olenyin Brent Reiber Vonalbírók: Ivan Gyedovla Jesse Wilmot |
| \| \| 0–1 \| 10:33 – L. Eriksson (H. Sedin, D. Sedin) (PP) \| \| \| 0–2 \| 36:13 – L. Eriksson (H. Sedin, D. Sedin) (PP) \| \| \| 0–3 \| 59:27 – H. Sedin (L. Eriksson, H. Tallinder) (ENG) \| |              |                                                    |               | Játékvezetők: Konsztantyin Olenyin Brent Reiber Vonalbírók: Ivan Gyedovla Jesse Wilmot |
| 8 perc | Büntetések   | 4 perc                                             |               | Játékvezetők: Konsztantyin Olenyin Brent Reiber Vonalbírók: Ivan Gyedovla Jesse Wilmot |
| 30 | Lövések      | 31                                                 |               | Játékvezetők: Konsztantyin Olenyin Brent Reiber Vonalbírók: Ivan Gyedovla Jesse Wilmot |
| | 0–1          | 10:33 – L. Eriksson (H. Sedin, D. Sedin) (PP)      |               | Játékvezetők: Konsztantyin Olenyin Brent Reiber Vonalbírók: Ivan Gyedovla Jesse Wilmot |
| | 0–2          | 36:13 – L. Eriksson (H. Sedin, D. Sedin) (PP)      |               | Játékvezetők: Konsztantyin Olenyin Brent Reiber Vonalbírók: Ivan Gyedovla Jesse Wilmot |
| | 0–3          | 59:27 – H. Sedin (L. Eriksson, H. Tallinder) (ENG) |               | Játékvezetők: Konsztantyin Olenyin Brent Reiber Vonalbírók: Ivan Gyedovla Jesse Wilmot |

| 2013. május 18. 19:00 | Svájc | 3–0 (0–0, 1–0, 2–0) | Egyesült Államok | Ericsson Globe, Stockholm Nézőszám: 7136 |

| Jegyzőkönyv | Jegyzőkönyv | Jegyzőkönyv | Jegyzőkönyv | Jegyzőkönyv                                                                             |
| --- | ----------- | ----------- | ----------- | --------------------------------------------------------------------------------------- |
| | Reto Berra  | Kapusok     | John Gibson | Játékvezetők: Lars Brüggemann Antonín Jeřábek Vonalbírók: Chris Carlson Sakari Suominen |
| \| N. Niederreiter (M. Plüss) – 30:01 \| 1–0 \| \| \| J. Walker (S. Moser, P. Furrer) – 50:11 \| 2–0 \| \| \| R. Suri (N. Niederreiter) (ENG) – 59:41 \| 3–0 \| \| |             |             |             | Játékvezetők: Lars Brüggemann Antonín Jeřábek Vonalbírók: Chris Carlson Sakari Suominen |
| 4 perc | Büntetések  | 8 perc      |             | Játékvezetők: Lars Brüggemann Antonín Jeřábek Vonalbírók: Chris Carlson Sakari Suominen |
| 31 | Lövések     | 29          |             | Játékvezetők: Lars Brüggemann Antonín Jeřábek Vonalbírók: Chris Carlson Sakari Suominen |
| N. Niederreiter (M. Plüss) – 30:01 | 1–0         |             |             | Játékvezetők: Lars Brüggemann Antonín Jeřábek Vonalbírók: Chris Carlson Sakari Suominen |
| J. Walker (S. Moser, P. Furrer) – 50:11 | 2–0         |             |             | Játékvezetők: Lars Brüggemann Antonín Jeřábek Vonalbírók: Chris Carlson Sakari Suominen |
| R. Suri (N. Niederreiter) (ENG) – 59:41 | 3–0         |             |             | Játékvezetők: Lars Brüggemann Antonín Jeřábek Vonalbírók: Chris Carlson Sakari Suominen |

### Bronzmérkőzés
| 2013. május 19. 16:00 | Finnország | 2–3 (sz.) (0–2, 0–0, 2–0) (h.u.: 0–0) (sz.: 0–1) | Egyesült Államok | Ericsson Globe, Stockholm Nézőszám: 6836 |

| Jegyzőkönyv | Jegyzőkönyv  | Jegyzőkönyv                                      | Jegyzőkönyv | Jegyzőkönyv                                                                       |
| --- | ------------ | ------------------------------------------------ | ----------- | --------------------------------------------------------------------------------- |
| | Antti Raanta | Kapusok                                          | John Gibson | Játékvezetők: Brent Reiber Marcus Vinnerborg Vonalbírók: Roger Arm André Schrader |
| \| \| 0–1 \| 00:58 – C. Smith (P. Stastny, D. Moss) \| \| \| 0–2 \| 15:58 – P. Stastny (J. Trouba, C. Smith) (PP) \| \| L. Korpikoski (O. Väänänen, M. Granlund) – 48:56 \| 1–2 \| \| \| L. Korpikoski (M. Granlund, P. Kontiola) – 52:18 \| 2–2 \| \| |              |                                                  |             | Játékvezetők: Brent Reiber Marcus Vinnerborg Vonalbírók: Roger Arm André Schrader |
| P. Kontiola J. Pesonen L. Korpikoski M. Granlund | Szétlövés    | C. Smith T. J. Oshie A. Galchenyuk A. Galchenyuk |             | Játékvezetők: Brent Reiber Marcus Vinnerborg Vonalbírók: Roger Arm André Schrader |
| 2 perc | Büntetések   | 0 perc                                           |             | Játékvezetők: Brent Reiber Marcus Vinnerborg Vonalbírók: Roger Arm André Schrader |
| 38 | Lövések      | 26                                               |             | Játékvezetők: Brent Reiber Marcus Vinnerborg Vonalbírók: Roger Arm André Schrader |
| | 0–1          | 00:58 – C. Smith (P. Stastny, D. Moss)           |             | Játékvezetők: Brent Reiber Marcus Vinnerborg Vonalbírók: Roger Arm André Schrader |
| | 0–2          | 15:58 – P. Stastny (J. Trouba, C. Smith) (PP)    |             | Játékvezetők: Brent Reiber Marcus Vinnerborg Vonalbírók: Roger Arm André Schrader |
| L. Korpikoski (O. Väänänen, M. Granlund) – 48:56 | 1–2          |                                                  |             |                                                                                   |
| L. Korpikoski (M. Granlund, P. Kontiola) – 52:18 | 2–2          |                                                  |             |                                                                                   |

### Döntő
| 2013. május 19. 20:30 | Svájc | 1–5 (1–2, 0–0, 0–3) | Svédország | Ericsson Globe, Stockholm Nézőszám: 12500 |

| Jegyzőkönyv | Jegyzőkönyv | Jegyzőkönyv                                         | Jegyzőkönyv | Jegyzőkönyv                                                                               |
| --- | ----------- | --------------------------------------------------- | ----------- | ----------------------------------------------------------------------------------------- |
| |             |                                                     |             | Játékvezetők: Antonín Jeřábek Konsztantyin Olenyin Vonalbírók: Ivan Gyedovla Jesse Wilmot |
| \| R. Josi (J. Walker) – 04:45 \| 1–0 \| \| \| \| 1–1 \| 08:42 – E. Gustafsson (F. Pettersson, J. Lundqvist) \| \| \| 1–2 \| 11:38 – H. Sedin (PP) \| \| \| 1–3 \| 47:13 – S. Hjalmarsson (G. Landeskog) \| \| \| 1–4 \| 55:37 – L. Eriksson (H. Sedin) \| \| \| 1–5 \| 56:36 – H. Sedin (SH)(ENG) \| |             |                                                     |             |                                                                                           |
| 18 perc | Büntetések  | 6 perc                                              |             |                                                                                           |
| 27 | Lövések     | 27                                                  |             |                                                                                           |
| R. Josi (J. Walker) – 04:45 | 1–0         |                                                     |             |                                                                                           |
| | 1–1         | 08:42 – E. Gustafsson (F. Pettersson, J. Lundqvist) |             |                                                                                           |
| | 1–2         | 11:38 – H. Sedin (PP)                               |             |                                                                                           |
| | 1–3         | 47:13 – S. Hjalmarsson (G. Landeskog)               |             |                                                                                           |
| | 1–4         | 55:37 – L. Eriksson (H. Sedin)                      |             |                                                                                           |
| | 1–5         | 56:36 – H. Sedin (SH)(ENG)                          |             |                                                                                           |

| A 2013-as IIHF jégkorong-világbajnokság győztese |
| ------------------------------------------------ |
| · Svédország · 9. cím                            |

## Végeredmény

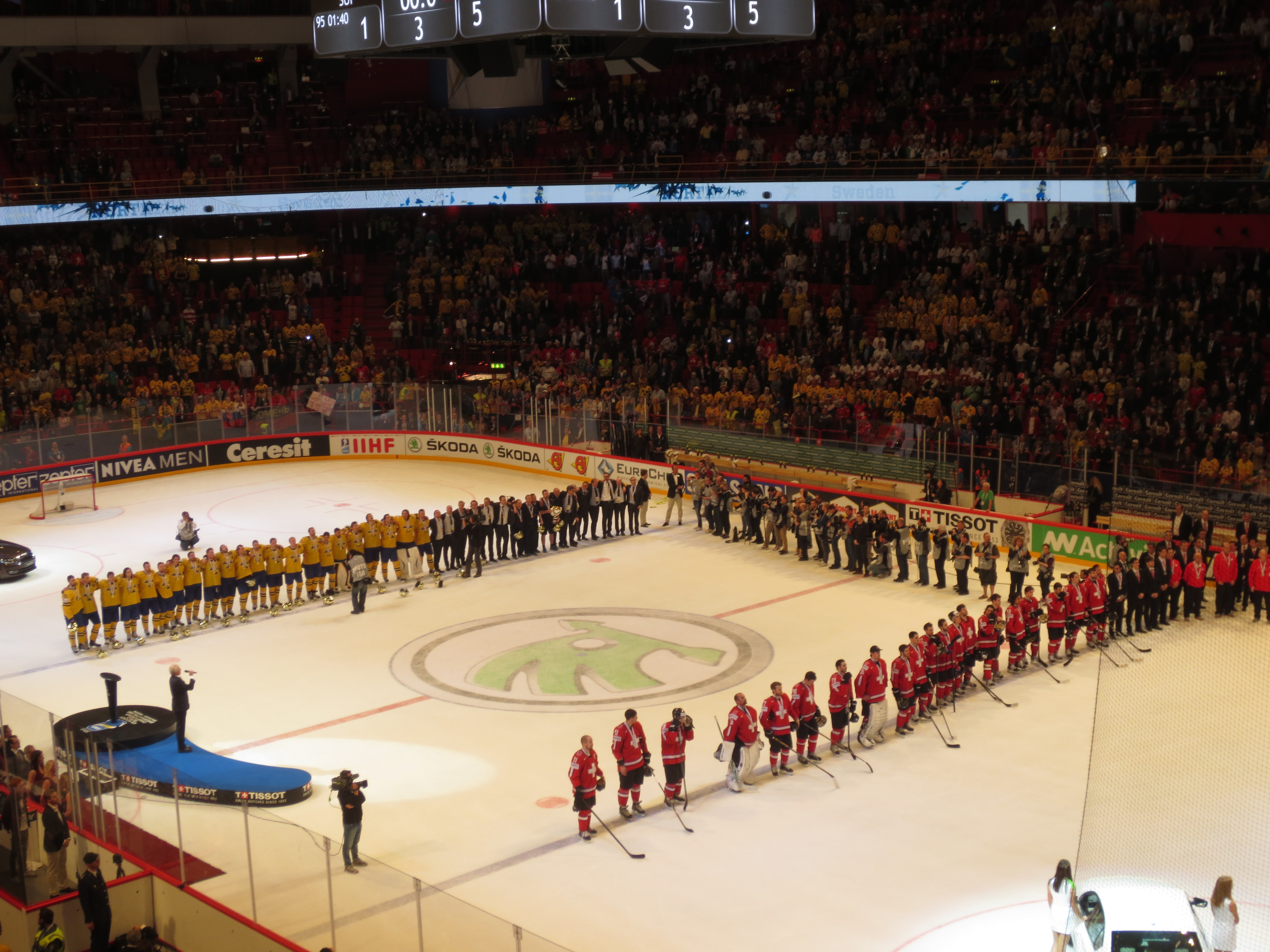
A döntő utáni eredményhirdetés

| Hely | Csapat           |
| ---- | ---------------- |
|      | Svédország       |
|      | Svájc            |
|      | Egyesült Államok |
| 4.   | Finnország       |
| 5.   | Kanada           |
| 6.   | Oroszország      |
| 7.   | Csehország       |
| 8.   | Szlovákia        |
| 9.   | Németország      |
| 10.  | Norvégia         |
| 11.  | Lettország       |
| 12.  | Franciaország    |
| 13.  | Dánia            |
| 14.  | Fehéroroszország |
| 15.  | Ausztria         |
| 16.  | Szlovénia        |